# Przewody i kable miedziane

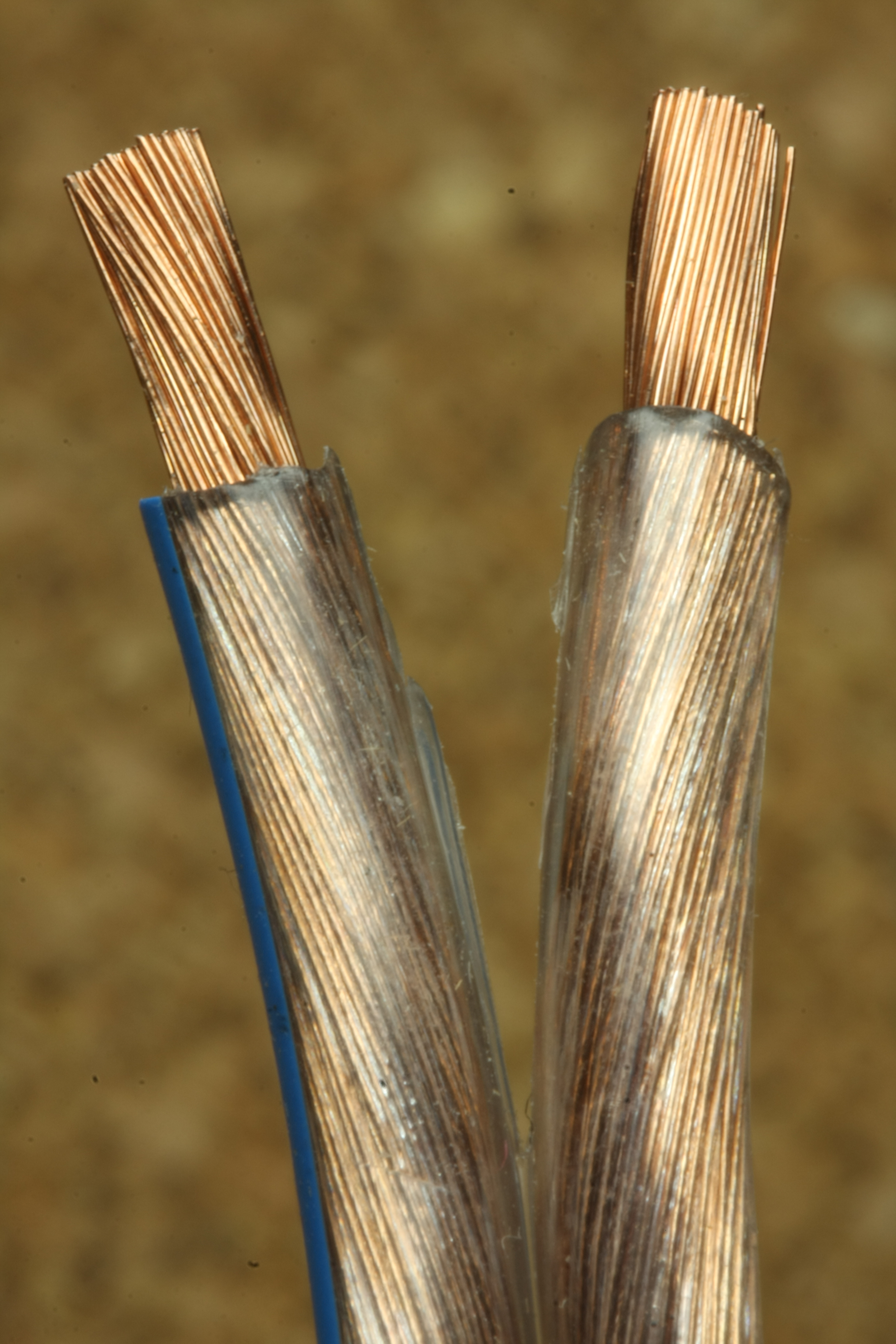
Przewody miedziane

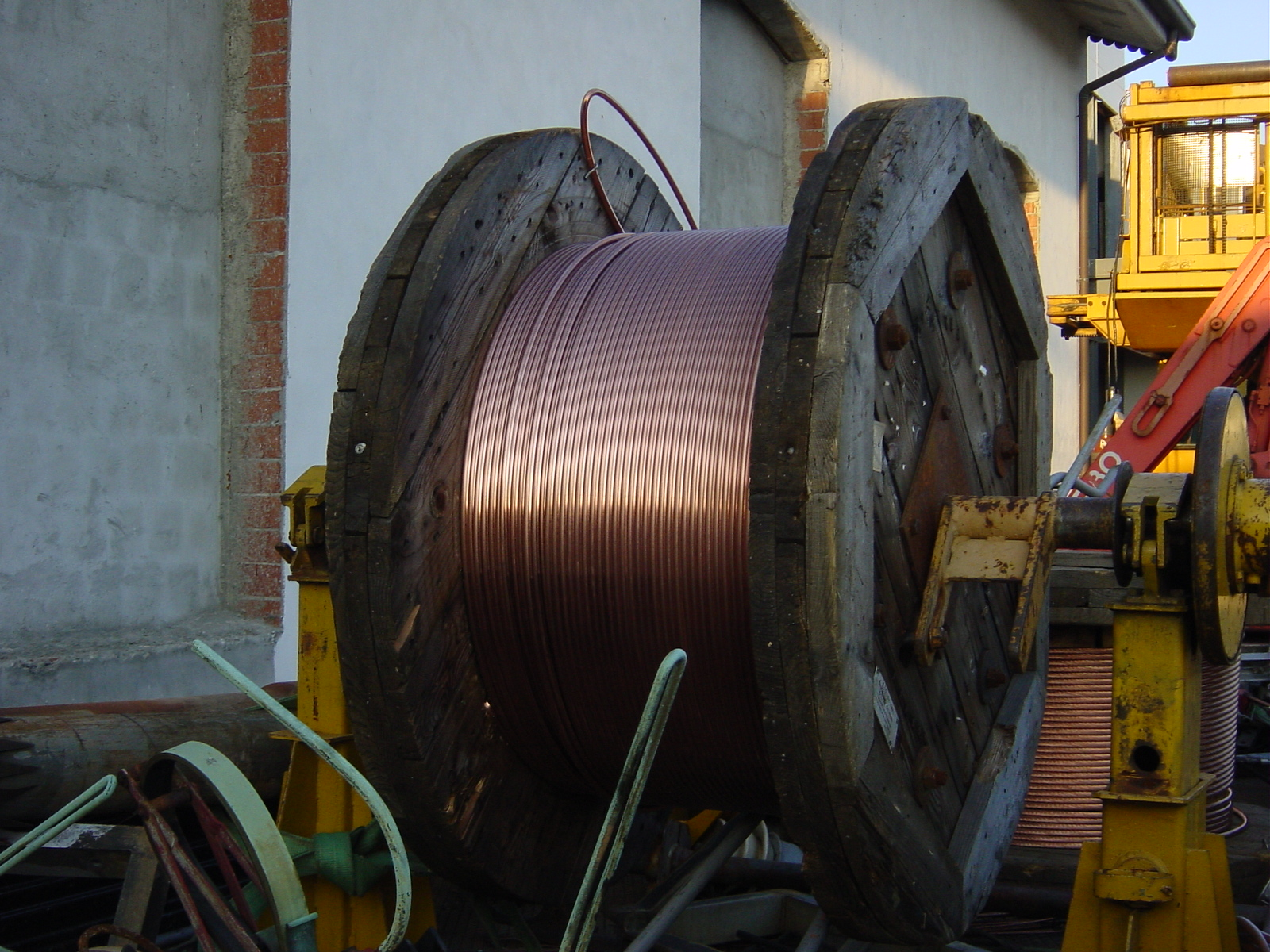
Przewód miedziany

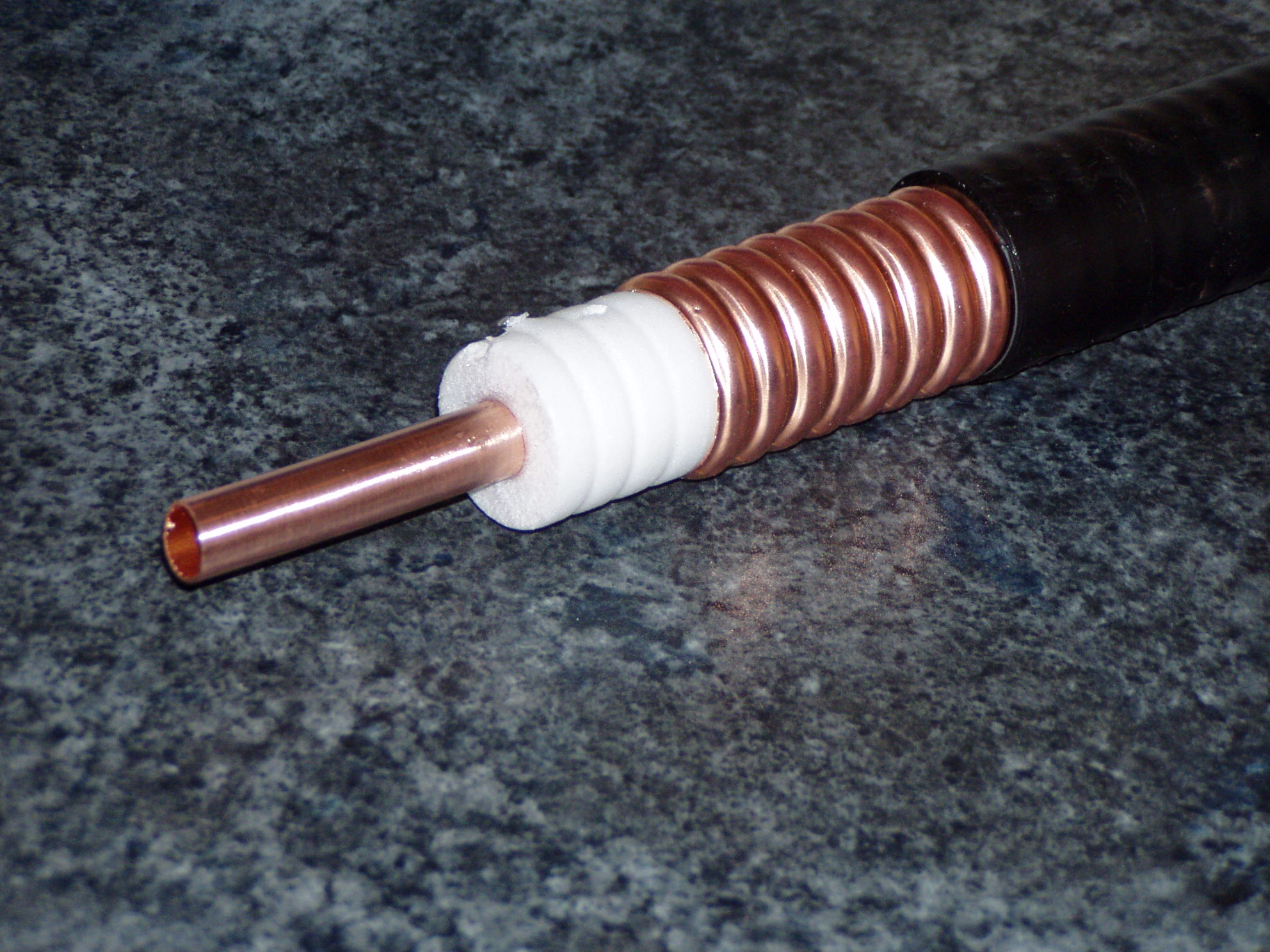
Miedziany kabel koncentryczny

Miedź jest stosowana w instalacjach elektrycznych od czasu wynalezienia elektromagnesu i telegrafu w latach 20. XIX wieku. Wynalazek telefonu w roku 1876 stworzył dalsze zapotrzebowanie na przewody, w których materiałem przewodzącym jest miedź.
Obecnie, pomimo konkurencji ze strony innych materiałów, miedź nadal jest preferowanym materiałem przewodzącym w prawie wszystkich rodzajach przewodów elektrycznych. Miedź jest wykorzystywana w wytwarzaniu, przesyłaniu i dystrybucji energii elektrycznej, w telekomunikacji, obwodach elektronicznych i wszelkiego rodzaju urządzeniach elektrycznych. Oprócz przewodów elektrycznych innymi istotnymi zastosowaniami miedzi w elektrotechnice są styki i rezystory.
Najważniejszym rynkiem dla przemysłu miedziowego są instalacje elektryczne w budynkach. Blisko połowa całego wydobycia miedzi jest zużywana do produkcji przewodów elektrycznych i żył kabli.

## Korzystne właściwości miedzi wykorzystywane w kablach i przewodach elektrycznych
Ze względu na naturalne korzystne właściwości miedzi, blisko połowa urządzeń elektrycznych wykorzystuje przewody miedziane. Poniżej zestawiono właściwości najkorzystniejsze dla zastosowań w elektrotechnice.

### Przewodność elektryczna

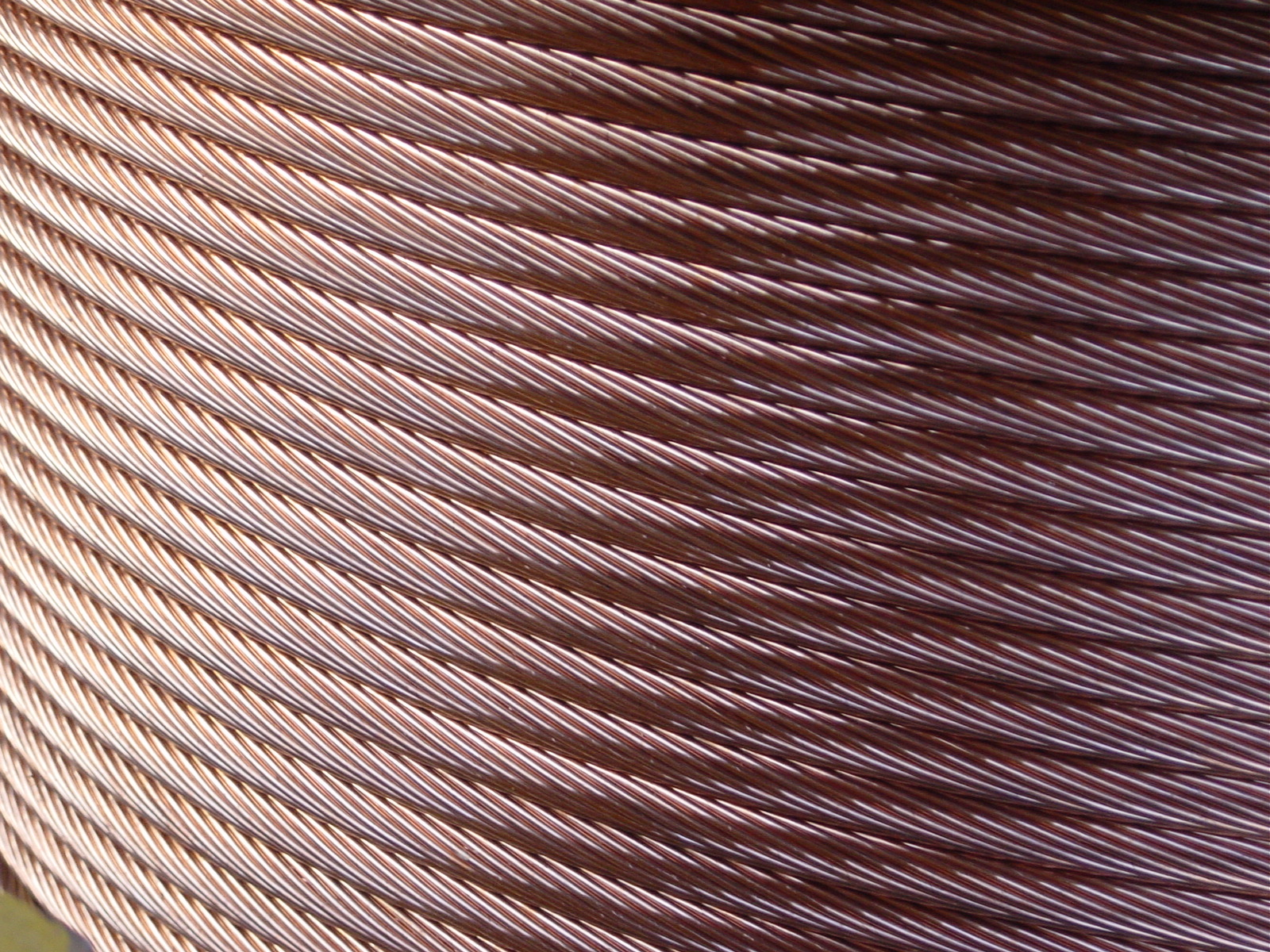
Przewód miedziany.

Przewodność elektryczna jest miarą tego, jak dobrze dany materiał przenosi ładunek elektryczny. Właściwość ta ma zasadnicze znaczenie dla instalacji i systemów elektrycznych. Miedź ma najwyższą przewodność spośród wszystkich metali nieszlachetnych: przewodność elektryczna miedzi wynosi 101% IACS (International Annealed Copper Standard), rezystywność miedzi wynosi 16,78 nΩm w 20 °C. Przewodność elektryczna miedzi beztlenowej w gatunku OFE wynosi co najmniej 101% IACS.
Fizyka ciała stałego w zastosowaniu do metali pozwala wyjaśnić niezwykle wysoką przewodność miedzi. W atomie miedzi najbardziej zewnętrzne, czwarte pasmo energetyczne, albo pasmo przewodnictwa jest tylko w połowie zapełnione, zatem duża liczba elektronów może uczestniczyć jako nośniki ładunku w przewodzeniu prądu. Kiedy do miedzianego przewodu zostanie przyłożone pole elektryczne, elektrony (w paśmie) przewodnictwa są przyciągane w kierunku elektrododatniego końca przewodu, tworząc w ten sposób prąd elektryczny. Elektrony te napotykają na swojej drodze opór powodowany zderzeniami z atomami zanieczyszczeń, jonami i defektami sieci krystalicznej. Średnia odległość przebyta między zderzeniami, określana jako średnia droga swobodna, jest odwrotnie proporcjonalna do rezystywności metalu. Niezwykłą właściwością miedzi jest wyjątkowo długa średnia droga swobodna (w pokojowej temperaturze równa w przybliżeniu 100-krotnej odległości międzyatomowej). Średnia droga swobodna szybko wzrasta w miarę ochładzania miedzi.
Z powodu swojej doskonałej przewodności miedź wyżarzana została uznana za międzynarodowy wzorzec przewodności elektrycznej, do którego porównywane są wszystkie inne przewodniki elektryczne. W roku 1913 Międzynarodowa Komisja Elektrotechniczna (IEC) ustanowiła międzynarodowy standard miedzi wyżarzanej (IACS), w którym przewodność miedzi przyjęto jako 100%. Obecnie przewodność miedzi stosowanej w przewodach instalacyjnych często przekracza 100% IACS.
Podstawowym gatunkiem miedzi używanej do zastosowań elektrotechnicznych takich jak przewody instalacyjne, kable i szyny jest miedź elektrolityczna (ETP) (CW004A lub C100140 według oznaczenia ASTM). Miedź ta posiada czystość co najmniej 99,90% i przewodność elektryczną nie mniejszą niż 101% IACS, przy niewielkiej zawartości tlenu (0,02 do 0,04%). W przypadkach, gdy zachodzi potrzeba spawania lub twardego lutowania miedzi o wysokiej przewodności, albo stosowania jej w atmosferze redukującej, można stosować miedź beztlenową (CW008A lub C10100 według oznaczenia ASTM).
Kilka metali będących przewodnikami elektryczności jest lżejszych od miedzi, ale ponieważ przy tym samym natężeniu przewodzonego prądu wymagany jest większy przekrój poprzeczny nie są stosowane, jeżeli dysponowana przestrzeń jest ograniczona.
Przewodność aluminium wynosi 61% przewodności miedzi. Zatem dla tej samej obciążalności prądowej przekrój poprzeczny przewodu aluminiowego musi być o 56% większy niż miedzianego. Konieczność zwiększenia przekroju przewodów aluminiowych ogranicza możliwość ich wykorzystania w szeregu zastosowań takich jak małe silniki elektryczne lub przemysł samochodowy. W niektórych zastosowaniach, jak np. przewody napowietrzne, duży przekrój jest zaletą i w takich przypadkach miedź jest rzadko stosowana.
Srebro jest jedynym metalem o wyższej przewodności elektrycznej od miedzi. Przewodność elektryczna srebra wynosi w skali IACS 106% przewodności miedzi wyżarzanej a rezystywność srebra wynosi 15,9 nΩm w 20 °C. Wysoka cena srebra, będącego metalem szlachetnym, w połączeniu z niską wytrzymałością na rozciąganie ogranicza jego użycie do specjalnych zastosowań, takich jak powlekanie złącz lub powierzchni styków ślizgowych.

### Wytrzymałość na rozciąganie

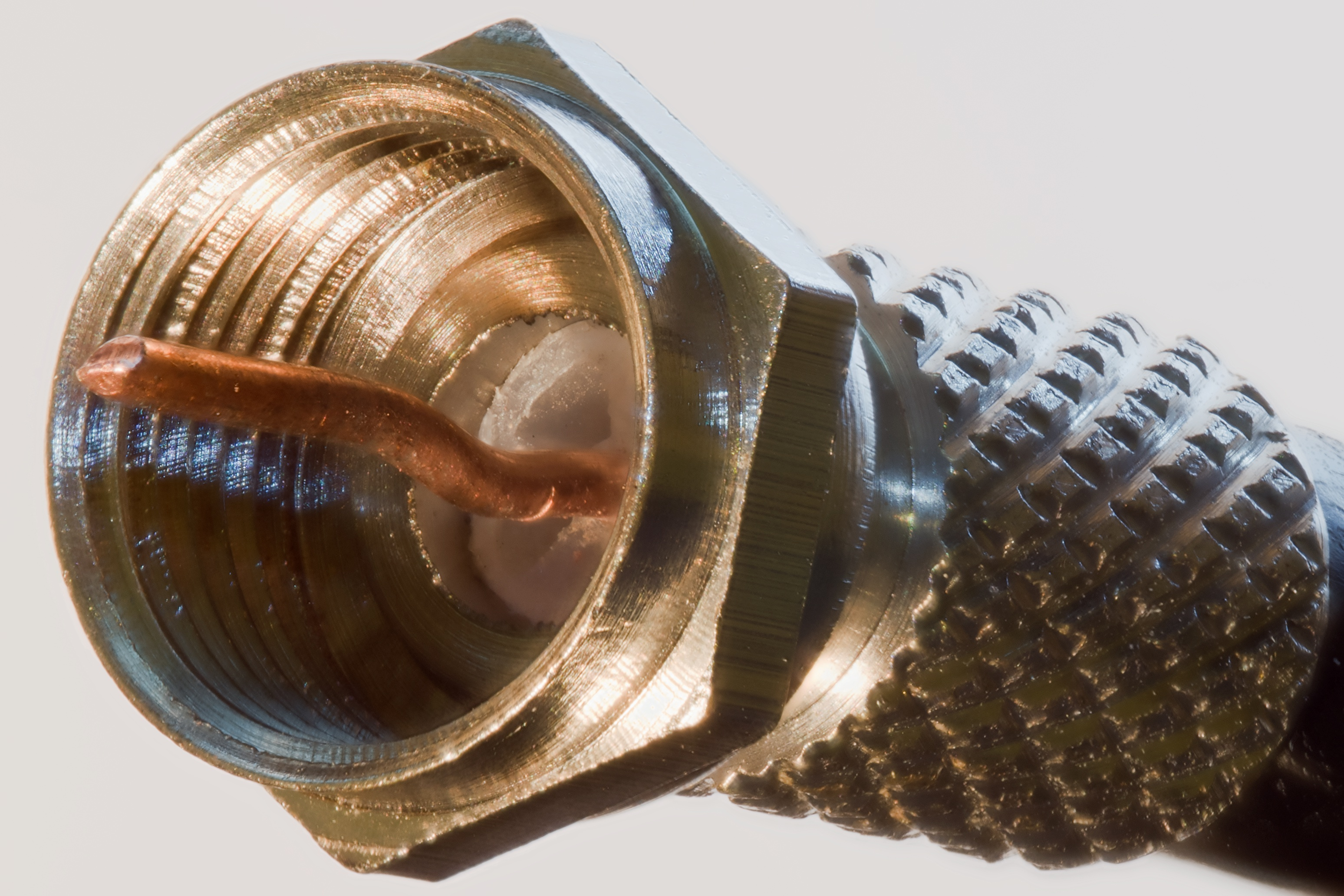
Złącze współosiowe typu F do przewodów koncentrycznych używanych do łączenia anten TV lub anten satelitarnych z odbiornikiem

Wytrzymałość na rozciąganie jest miarą siły potrzebnej do rozciągania obiektu, takiego jak lina, drut lub belka konstrukcyjna, do punktu, w którym następuje zerwanie. Wytrzymałość materiału na rozciąganie jest maksymalnym naprężeniem rozciągającym, jakie materiał wytrzymuje, zanim ulegnie zerwaniu.
Wyższa wytrzymałość miedzi na rozciąganie (200-250 N/mm² dla miedzi wyżarzanej) w porównaniu z aluminium jest jeszcze jednym powodem, dla którego miedź jest szeroko stosowana w budownictwie. Wysoka wytrzymałość miedzi powoduje, że jest odporna na rozciąganie, przewężanie, pełzanie, działanie karbu i złamanie, a tym samym zapobiega uszkodzeniom i przerwom w eksploatacji.
W instalacjach elektrycznych, które nie są wykonane przewodami miedzianymi, zasilających urządzenia i maszyny, karby i rysy spowodowane drganiami i zginaniem pogłębiają się do znacznych pęknięć przewodów i mogą prowadzić do uszkodzenia i długotrwałych przerw w eksploatacji. Na przykład długie przewody aluminiowe mogą przy przeciąganiu przez rury instalacyjne lub korytka kablowe ulegać rozciągnięciu i przewężeniu. Zjawiska te obniżają obciążalność prądową, powodują straty energii i mogą być przyczyną przegrzewania. W przypadku przewodów miedzianych większa wytrzymałość miedzi na rozciąganie minimalizuje te problemy.

### Ciągliwość
Ciągliwość oznacza zdolność materiału do odkształcenia pod wpływem naprężenia rozciągającego. Jest często opisywana jako zdolność materiału do obróbki metodą ciągnienia, np. drutu. Ciągliwość jest szczególnie ważna przy obróbce metali, ponieważ materiały, które pod wpływem naprężeń pękają lub łamią się, nie mogą być kute, walcowane lub ciągnione (ciągnienie jest procesem, który do wydłużenia metalu wykorzystuje siły rozciągające).
Miedź posiada większą plastyczność niż zamienne przewodniki z wyjątkiem złota i srebra, które jako metale szlachetne są używane tylko w specjalnych zastosowaniach. Duża plastyczność miedzi umożliwia ciągnienie drutów z zachowaniem bardzo wąskich tolerancji średnicy.

### Połączenie wytrzymałości i plastyczności
Zwykle im metal ma większą wytrzymałość, tym jest mniej podatny, ale w przypadku miedzi tak nie jest. Jedyna w swoim rodzaju kombinacja dużej wytrzymałości i wysokiej plastyczności czyni miedź idealnym materiałem dla instalacji elektrycznych. W puszkach połączeniowych i w skrzynkach zaciskowych przewody miedziane mogą być wyginane i ciągnięte bez spowodowania rozciągnięcia lub przerwania.

### Odporność na pełzanie
Pełzanie jest stopniowym odkształceniem materiału powodowanym ciągłym rozszerzaniem i kurczeniem się w warunkach zmieniającego się obciążenia.
Proces ten ma negatywny wpływ na systemy elektryczne: może prowadzić do poluzowania zacisków, co powoduje nagrzewanie połączeń lub powstawanie niebezpiecznego iskrzenia lub łuku.
Miedź nie pełza i nie powoduje poluzowania połączeń. W przypadku innych materiałów przewodzących konieczne są dodatkowe prace konserwacyjne polegające na okresowym sprawdzaniu zacisków w celu zapewnienia, że wkręty są dokręcone, aby zapobiec iskrzeniu i przegrzewaniu. Stosowanie przewodów miedzianych pozwala uniknąć tego rodzaju dodatkowych środków.

### Odporność na korozję

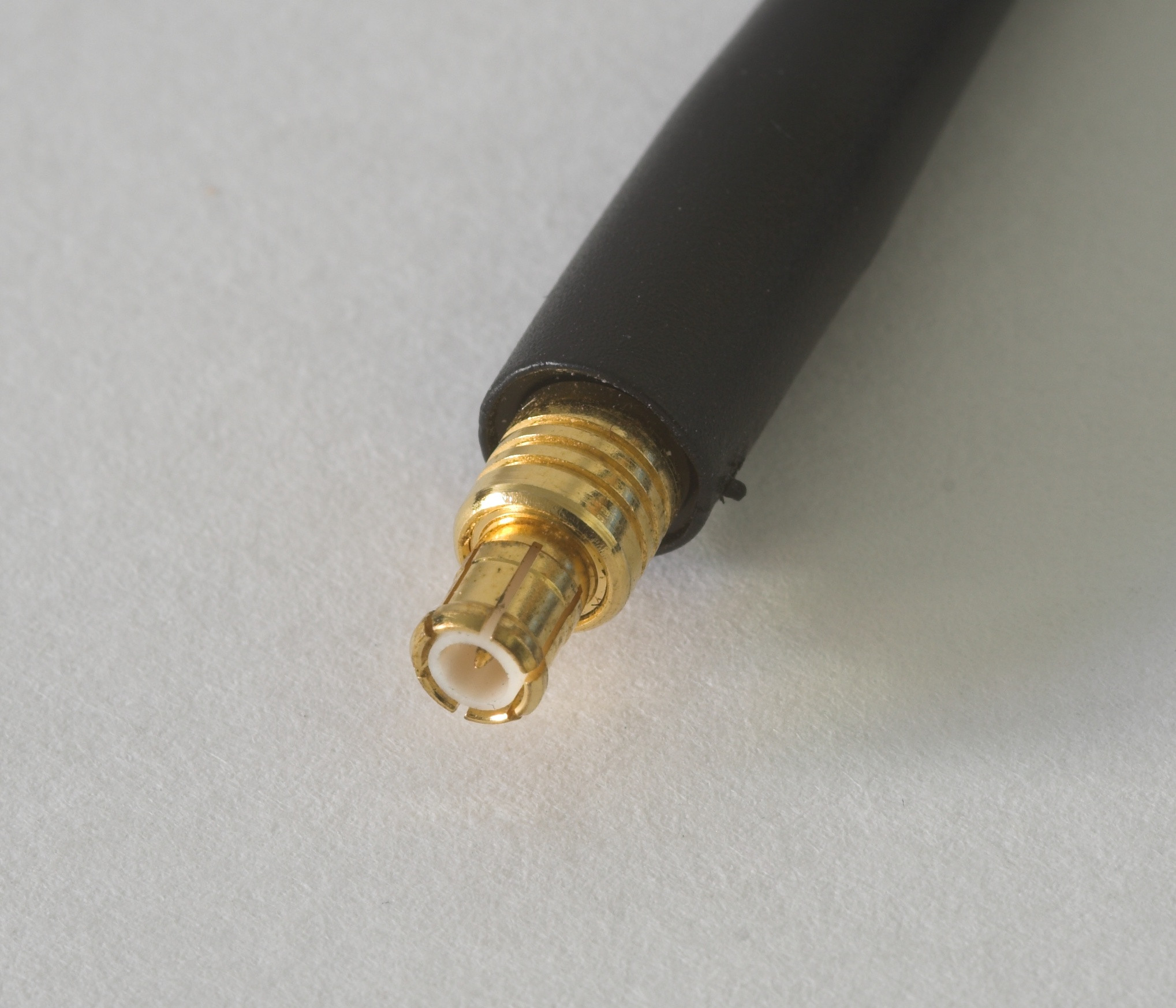
Wtyk współosiowy MCX (znane także jako złącze współosiowe RF)

Korozja jest niepożądanym procesem chemicznym prowadzącym do osłabienia i rozpadu materiału. Miedź jest odporna na korozję powodowaną przez wilgoć, zanieczyszczenia przemysłowe i inne wpływy atmosferyczne. Powstające w procesie korozji na powierzchni miedzi tlenki, chlorki i siarczki są przewodzące, zatem miedziane połączenia i zaciski nie będą przegrzewać się wskutek korozji. Natomiast produkty korozji aluminium wykazują dużą rezystywność i mogą powodować niepożądane nagrzewanie. Dla zapobieżenia korozji aluminium oraz w celu ochrony połączeń stosuje się specjalne przygotowanie powierzchni lub inhibitorów utleniania w postaci past ochronnych. Połączenia miedziane nie wymagają tego rodzaju zabiegów i związanych z nimi kosztów.
Miedź elektrolityczna (ETP), stosowana w przewodach instalacyjnych jest metalem szlachetnym. Nie ulega korozji galwanicznej na styku z innymi, mniej szlachetnymi metalami lub stopami.

### Rozszerzalność cieplna
Metale, podobnie jak inne ciała stałe, rozszerzają się pod wpływem ogrzewania i kurczą się przy ochładzaniu. W układach elektrycznych jest to zjawiskiem niekorzystnym. Miedź ma mały współczynnik rozszerzalności cieplnej w porównaniu z innymi materiałami przewodzącymi. Aluminium, będące powszechnie stosowanym zamiennym materiałem przewodzącym, ma współczynnik rozszerzalności cieplnej o prawie jedna trzecią większy. Wyższy współczynnik rozszerzalności w połączeniu z mniejszą plastycznością aluminium może być w układach elektrycznych przyczyną niesprawności, jeżeli połączenia śrubowe są niewłaściwie wykonane. Stosując odpowiedni osprzęt, jak podkładki miseczkowe lub sprężyste, można uzyskać połączenia aluminium o jakości porównywalnej z połączeniami miedzi.

### Przewodność cieplna
Przewodność cieplna jest to zdolność materiału do przewodzenia ciepła. W układach elektrycznych wysoka przewodność cieplna odgrywa istotną rolę w rozpraszaniu ciepła, powstającego szczególnie na zaciskach i połączeniach. Ma również znaczny udział w zmniejszeniu zużycia energii wynikającego z generowania strat ciepła.
Miedź ma o 60% wyższą przewodność cieplną niż aluminium, ma, więc większą zdolność eliminowania gorących punktów w instalacjach elektrycznych.

### Lutowność
Lutowanie jest procesem cieplnym, w którym dwa lub więcej metali zostaje trwale połączonych. Lutowność jest właściwością szczególnie pożądaną w układach elektrycznych. Niektóre przepisy i kodeksy dotyczące urządzeń elektrycznych wymagają stosowania połączeń lutowanych. Miedź daje się łatwo lutować tworząc trwałe i wytrzymałe połączenia.

### Łatwość instalowania
Właściwości samej miedzi: wytrzymałość, twardość i giętkość, powodują, że prace instalacyjne z jej użyciem są łatwe. Miedziane oprzewodowanie może być instalowane bez użycia specjalnych narzędzi, podkładek, przewodów elastycznych lub past stykowych. Giętkość przewodów miedzianych powoduje, że ich łączenie jest łatwe, a dzięki twardości połączenia są trwałe. Dzięki dużej wytrzymałości są odporne na wciąganie do ciasnych przestrzeni, w tym rurek kablowych. Można je łatwo zginać lub skręcać nie powodując złamania. Można zdejmować z nich izolację i zakończać ze znacznie mniejszym ryzykiem spowodowania nacięć lub złamania oraz można je przyłączać bez użycia specjalnych końcówek lub osprzętu. Dzięki wszystkim tym cechom występującym łącznie, instalowanie przewodów miedzianych jest łatwe.

## Rodzaje przewodów i kabli miedzianych

### Jednodrutowe a linkowe

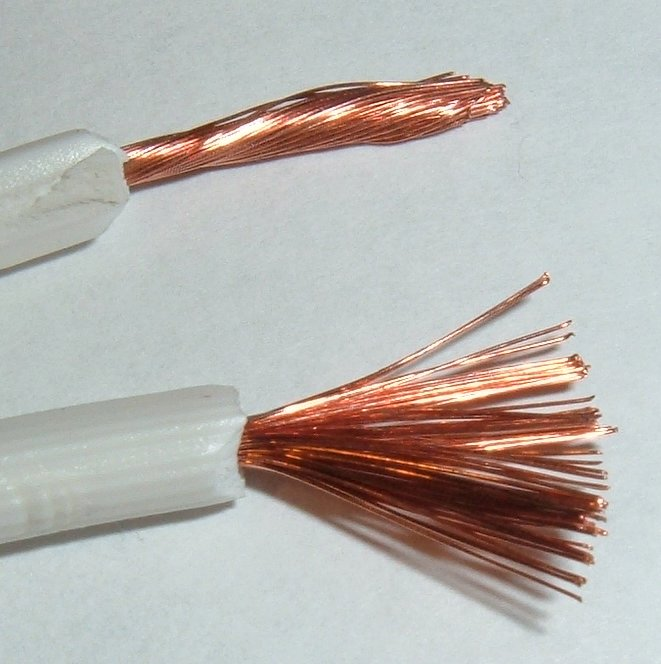
Miedziany jednożyłowy przewód giętki (linka) o przekroju 1,4 mm²

Przewód jednożyłowy z żyłą sztywną, określany także jako jednodrutowy, składa się pojedynczego drutu metalowego otoczonego materiałem izolacyjnym. Przewody takie są głównie używane jako przewody nawojowe w silnikach i transformatorach. Są stosunkowo sztywne, nie zginają się łatwo i są przeznaczone do układania na stałe, głównie w zastosowaniach, w których są rzadko ruszane lub poddawane zginaniu. Przewody jednożyłowe drutowe zapewniają wytrzymałość mechaniczną i odporność na wpływy otoczenia.
Określenie przewód wielodrutowy lub linkowy oznacza grupę drutów miedzianych splecionych lub skręconych razem. Przewód wielodrutowy (linkowy) jest bardziej giętki i łatwiejszy do instalowania niż przewód jednodrutowy o takim samym przekroju. Skręcenie linki z wielu drutów zwiększa długotrwałość w zastosowaniach narażonych na drgania od umiarkowanych do silnych. Przewód wielodrutowy ma zasadniczo takie same właściwości pod względem rezystancji jak przewód jednodrutowy o tym samym przekroju, a ponadto jest giętki.

### Kable
Kabel miedziany składa się z dwóch lub więcej żył usytuowanych obok siebie i spojonych, skręconych lub splecionych razem w ten sposób, że tworzą jeden zespół. Zastosowanie żył wielodrutowych powoduje, że kabel jest bardziej giętki.
Druty stosowane w kablach mogą być gołe lub, w celu ograniczenia utleniania, powlekane cienką warstwą innego metalu, najczęściej cyny a czasem złota lub srebra. Powlekanie wydłuża czas życia kabla i ułatwia lutowanie.
Kable mogą być wykonywane z jednego, lub dwóch różnych, rodzajów drutu. Kable wykonane całkowicie z miedzi są szeroko stosowane, np. w telekomunikacji i w dystrybucji energii elektrycznej. Żyły z różnych materiałów, jak miedź i stal, są stosowane w kablach lub przewodach, kiedy zachodzi potrzeba połączenia wysokiej przewodności i zwiększonej wytrzymałości na dużych odległościach (np. przęsło o rozpiętości kilkuset metrów), jak w kablach telefonicznych lub telewizji kablowej.
Niektóre kable są projektowane jako wielofunkcyjne z przeznaczeniem do zasilania w energię elektryczną i przenoszenia sygnału telefonicznego, video oraz sygnałów sterujących i telekomunikacyjnych w budynkach mieszkalnych; zwykle wykonane są z miedzi.
Przewody wiodące prąd elektryczny wypromieniowują pole elektromagnetyczne, jak również pobierają energię z otaczających je pól elektromagnetycznych. Zjawiska te prowadzą do niepożądanego przenoszenia mocy, co może ujemnie wpływać na pobliskie urządzenia, lub podzespoły danego urządzenia. Innym aspektem jest wnikanie niepożądanych szumów, które mogą maskować właściwy sygnał przenoszony kablem lub, gdy kabel doprowadza zasilanie lub przenosi sygnały sterujące, może być przyczyną wadliwego działania urządzeń.
Istnieją trzy główne rozwiązania konstrukcji przewodów, które pozwalają zminimalizować wnikanie i przenoszenie zaburzeń elektromagnetycznych: ekranowanie, para skręcana i przewód współosiowy (inaczej koncentryczny).

#### Przewody ekranowane
Przewód ekranowany, jedno- lub wielożyłowy, jest otoczony obwojem z folii metalowej lub oplotem z drutów miedzianych. Żyły znajdujące się wewnątrz ekranu są w dużym stopniu chronione przed zewnętrznymi polami elektromagnetycznymi. Zwykłe ekranowanie niezbyt skutecznie chroni przed polami magnetycznymi niskiej częstotliwości, co może przejawiać się np. w postaci przydźwięku sieciowego pochodzącego od pobliskiego transformatora energetycznego.

#### Para skręcona
Kabel typu para skręcana (inaczej skrętka dwużyłowa) to rodzaj kabla, w którym dwa izolowane przewody (doprowadzający i powrotny pojedynczego obwodu) są skręcone razem w celu uzyskania efektu znoszenia się zakłóceń elektromagnetycznych (EMI) pochodzących ze źródeł zewnętrznych i zmniejszenia strat sygnału. Z tego właśnie powodu para skręcana jest używana w telefonii przewodowej.

#### Kable koncentryczne (współosiowe)

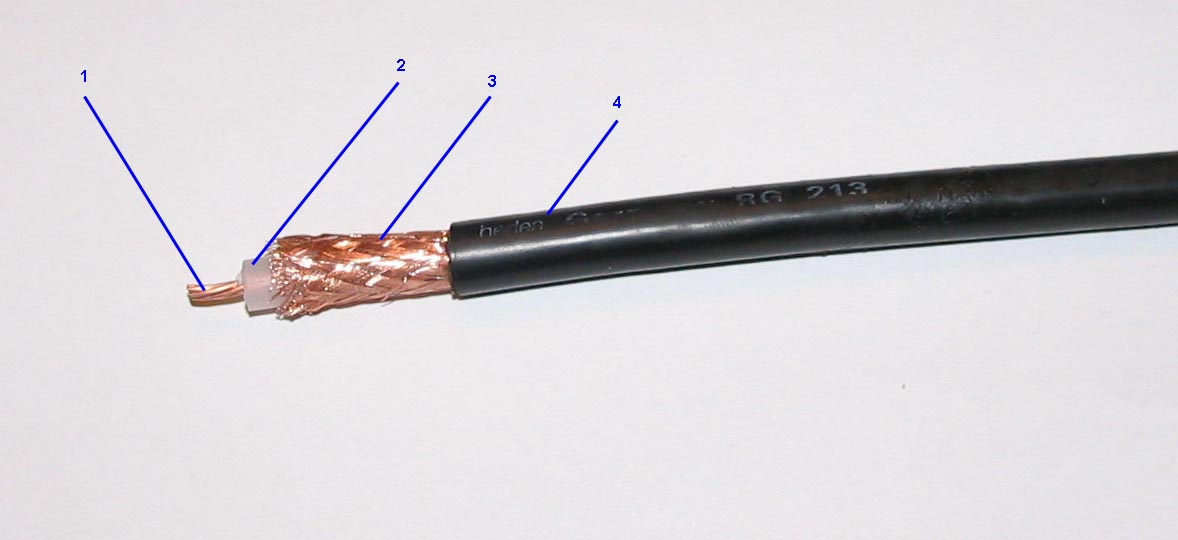
Kabel koncentryczny giętki RG-213

Kable koncentryczne (współosiowe) zmniejszają zarówno emisję, jak i wnikanie zakłóceń pochodzących od pól magnetycznych niskiej częstotliwości. Kabel koncentryczny składa się z dwóch lub większej liczby drutów usytuowanych koncentrycznie i rozdzielonych materiałem dielektrycznym. Termin „współosiowy” pochodzi stąd, że przewodnik centralny (przewód) i zewnętrzny (ekran) tworzą współosiowe walce. Dzięki temu napięcia indukowane przez pole magnetyczne pomiędzy ekranem i przewodem mają zbliżone wartości i znoszą się wzajemnie. Żyła przewodu koncentrycznego może być wykonana w postaci pojedynczego drutu lub linki.
Materiałami przewodzącymi powszechnie stosowanymi w kablach koncentrycznych są miedź, miedź ocynowana lub posrebrzana, stal pokryta miedzią i aluminium pokryte miedzią. Rzadziej jako materiał zastępczy przewodu wewnętrznego jest stosowane aluminium. Przewód zewnętrzny (ekran) jest zwykle wykonany w postaci plecionki miedzianej lub, rzadziej, jako obwój z folii aluminiowej. Warstwa ta zapewnia również ochronę od zakłóceń elektromagnetycznych. Kable koncentryczne są izolowane warstwą giętkiego materiału izolacyjnego polietylenu (PE), polipropylenu (PP), fluorowanego etyleno-propylenu (FEP) lub politetrafluoroetylenu (PTFE), popularnie teflonu.
Zaletą konfiguracji współosiowej jest to, że pola elektryczne i magnetyczne są ograniczone do przestrzeni między przewodem i ekranem wypełnionej dielektrykiem a rozproszenie na zewnątrz ekranu jest niewielkie, natomiast zewnętrzne pola elektryczne i magnetyczne są powstrzymywane przed wnikaniem i nie zakłócają sygnału przenoszonego kablem. Te właściwości powodują, że kabel koncentryczny jest dobrym rozwiązaniem w przypadku przenoszenia słabych sygnałów, kiedy nie można tolerować zakłóceń wnoszonych z otoczenia, a także dla sygnałów o dużych mocach, które mogą być źródłem emisji zaburzeń promieniowanych lub sprzężeń z sąsiednimi układami lub obwodami.

## Zastosowania drutów i kabli miedzianych
Miedź elektrolityczna w gatunku ETP o wysokiej czystości jest stosowana w większości przewodów elektrycznych ze względu na wysoką przewodność elektryczną i doskonałą podatność do wyżarzania. Miedź ETP jest stosowana w przesyle i dystrybucji energii elektrycznej oraz w telekomunikacji. Najczęstsze zastosowania to: przewody instalacyjne, druty nawojowe, uzwojenia silników, kable i przewody szynowe. Gatunki miedzi beztlenowej są, z powodu swojej odporności na kruchość wodorową, używane w zastosowaniach wymagających znacznego zakresu obróbki na zimno, a także do zastosowań, w których wymagana jest wysoka ciągliwość (np. kable telekomunikacyjne). W przypadkach, kiedy istotnym aspektem jest kruchość wodorowa, a niska rezystywność nie jest wymagana, stosuje się odtlenianie miedzi fosforem.
W pewnych zastosowaniach, zamiast przewodów z czystej miedzi preferowane są przewody wykonane ze stopów miedzi, szczególnie gdy pożądanymi właściwościami są wysoka wytrzymałość, odporność na ścieranie lub odporność na korozję. Przykładem może być przewód jezdny trakcji elektrycznej wykonany ze stopu miedzi i kadmu, używany przy elektryfikacji kolei w Ameryce Północnej. Jednakże korzyści w postaci wyższej, w porównaniu do czystej miedzi, wytrzymałości i odporności na korozję stopów miedzi są uzyskane za cenę niższej przewodności. Te właśnie zalety i wady różnych rodzajów przewodów projektanci biorą pod uwagę przy doborze typu przewodu do konkretnego zastosowania.
Niektóre z ważniejszych rynków dla zastosowań przewodów i kabli miedzianych omówiono poniżej.

### Przewody instalacyjne

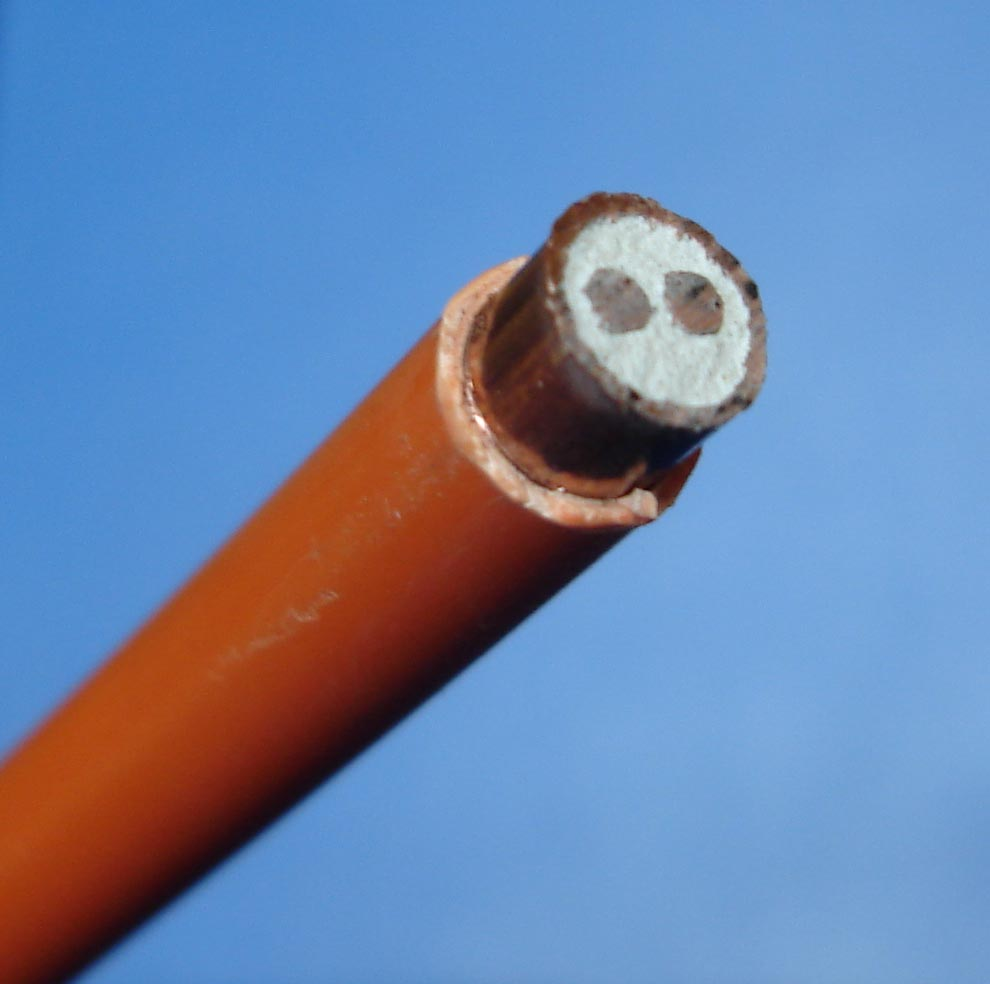
Przewód w izolacji mineralnej i powłoce miedzianej

Przewody instalacyjne rozprowadzają zasilanie elektryczne wewnątrz budynków mieszkalnych, komercyjnych lub przemysłowych, a także w przyczepach kempingowych, samochodach turystycznych, łodziach i w rozdzielniach przy napięciach do 600 V. Przekrój przewodu jest dobierany na podstawie wymaganej obciążalności prądowej z uwzględnieniem dopuszczalnej temperatury pracy. Dla małych przekrojów stosuje się przewody drutowe, przewody o większych przekrojach są wykonywane jako linkowe w celu zapewnienia giętkości.
Rodzaje przewodów instalacyjnych obejmują: przewody dwu- lub więcej żyłowe w powłoce niemetalicznej, odporne na korozję, przewody opancerzone lub BX (przewód w giętkiej osłonie metalowej), kable/przewody w giętkiej osłonie metalowej, przewody samonośne izolowane dla przyłączy napowietrznych, podziemne kable zasilające, kabel koncentryczny budynkowy TC, kable ognioodporne oraz kable w izolacji mineralnej, w tym przewody w izolacji mineralnej i powłoce miedzianej. Miedź jest powszechnie stosowanym materiałem na przewody instalacyjne ze względu na swoją wysoką przewodność, wytrzymałość i niezawodność. Uwzględniając cały czas życia instalacji elektrycznej budynku, miedź może być także najbardziej ekonomicznym materiałem przewodzącym.
Miedź stosowana w przewodach instalacyjnych ma przewodność elektryczną 100% IACS lub wyższą. Miedziane przewody instalacyjne wymagają mniejszej ilości materiału izolacyjnego i mogą być układane w rurach instalacyjnych o mniejszych średnicach w porównaniu z przewodami wykonanymi z materiału i przewodzącego o niższej przewodności. Możliwość lepszego wykorzystania dysponowanej przestrzeni jest szczególnie korzystna, gdy zachodzi potrzeba wymiany oprzewodowania lub rozbudowy instalacji.
Przy instalowaniu przewodów miedzianych mogą być stosowane wkręty mosiężne lub jakościowe wkręty powlekane. Drut miedziany zapewnia połączenia, które nie korodują ani nie pełzną. Nie jest jednak kompatybilny z aluminiowym drutem lub osprzętem. W przypadku połączenia tych dwóch metali na ich styku powstaje ogniwo galwaniczne i może wystąpić korozja anodowa, która może doprowadzić do rozpadu aluminium. Z tego powodu większość producentów sprzętu gospodarstwa domowego i urządzeń elektrycznych stosuje miedziane przewody przyłączeniowe do instalacji elektrycznej.

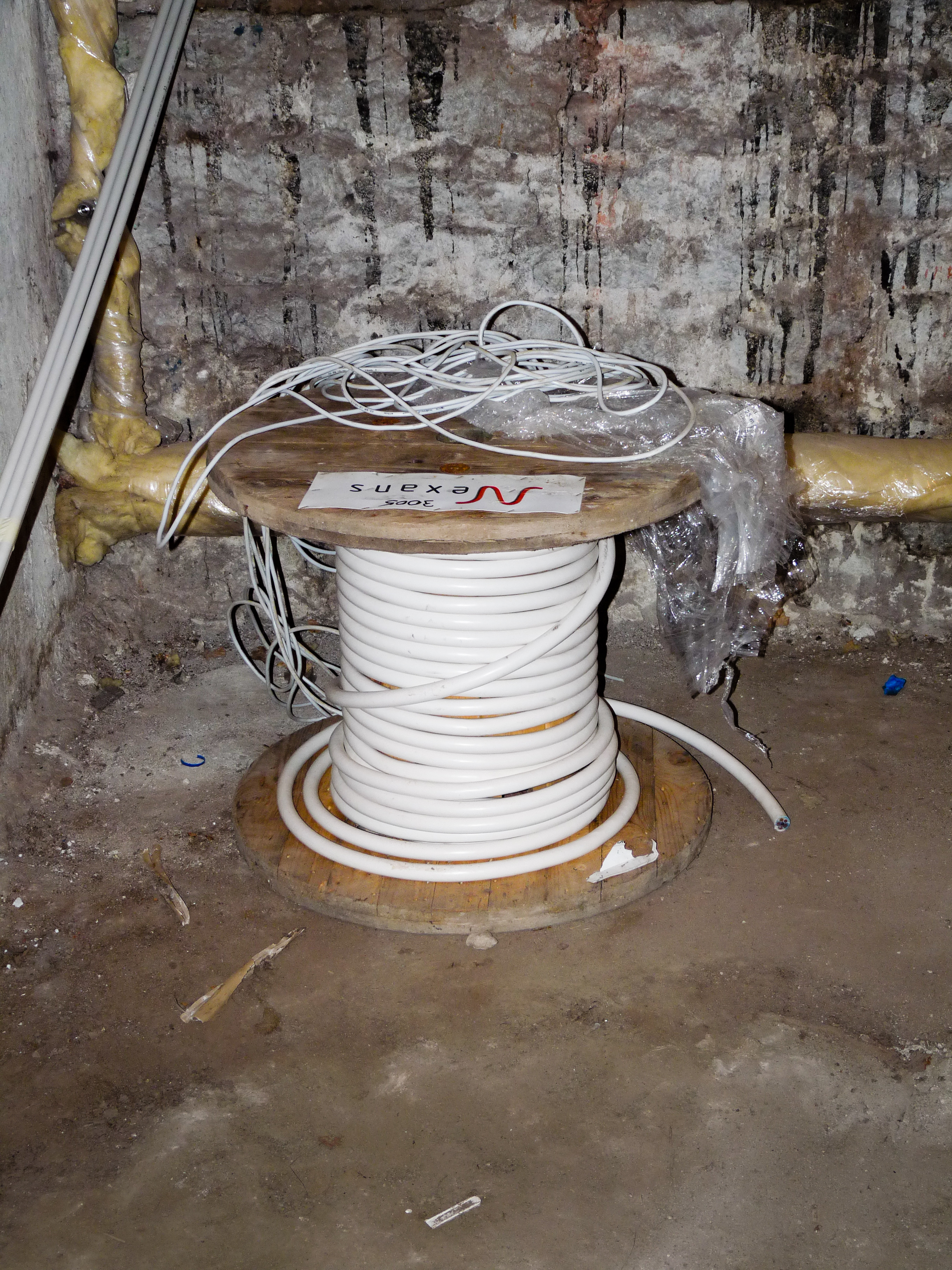
Kabel 5G16 (5-żyłowy, żółto-zielony przewód ochronno-neutralny, 16 mm²)

Termin „całkowicie miedziana” instalacja elektryczna odnosi się do instalacji budynków, w których wszystkie wewnętrzne obwody są wykonane wyłącznie przewodami miedzianymi. W budynkach takich przewodami miedzianymi są wykonane obwody tablic rozdzielczych z wyłącznikami, obwody odgałęźne (gniazd wtyczkowych, wyłączników, opraw oświetleniowych itp.) i wydzielone obwody do odbiorników o większych mocach takich jak kuchenki, piekarniki, pralki, suszarki i klimatyzatory.
Próby zastępowania miedzi przez aluminium w instalacjach elektrycznych budynków zostały w większości krajów ograniczone, gdy okazało się, że połączenia aluminiowe ulegają stopniowo poluzowaniu pod wpływem pełzania, będącego naturalną właściwością aluminium, co prowadzi do oksydacji styków, wzrostu ich rezystancji i wydzielania ciepła na stykach. Zastosowanie styków sprężynujących w dużym stopniu zmniejsza te niedogodności, ale niektóre przepisy budowlane nadal zabraniają stosowania aluminium.
Obwody odgałęźne, tj. praktycznie całe oprzewodowanie oświetlenia, gniazd wtyczkowych i wyłączników, są wykonywane przewodem miedzianym. Obecnie rynek aluminiowych przewodów instalacyjnych ogranicza się do większych przekrojów stosowanych w obwodach zasilających.

### Przewody telekomunikacyjne (telefoniczne, telewizja kablowa, Ethernet)

#### Para skręcona
Przewód dwużyłowy skręcony (skrętka) został wynaleziony przez Grahama Bella w 1881 r. Obecnie jest to najbardziej powszechnie stosowany kabel sieciowy dla połączeń na małe i średnie odległości (do 100m). Wynika to z relatywnie niskiego kosztu w porównaniu z kablem koncentrycznym lub światłowodowym.
Przewód typu para skręcona może być wykonany jako ekranowany lub nieekranowany.
Ekranowany kabel STP (skrętka ekranowana) posiada ekran wykonany w postaci oplotu miedzianego, oplotu aluminiowego lub folii aluminiowej, który otacza przewody. Zapewnia to większą odporność na zakłócenia niż w przypadku skrętki nieekranowanej (UTP) i pozwala stosować tego typu kable o znacznie większych długościach. Kabel STP jest jednak znacznie cięższy od skrętki nieekranowanej, trudniejszy w instalowaniu i ma inne parametry impedancyjne, nie jest stosowany w sieciach Ethernet.
Nieekranowany kabel UTP (skrętka nieekranowana) jest podstawowym kablem dla zastosowań telefonicznych. Od ostatnich lat XX wieku kable UTP są powszechnie używane w sieciach komputerowych, szczególnie do łączenia komputerów z gniazdami lub do tymczasowych połączeń w sieci. Są one w coraz większym stopniu stosowane w aplikacjach wideo, głównie w obwodach kamer nadzorujących.
W kablach UTP przeznaczonych do instalowania w przestrzeniach nadsufitowych lub wewnątrz ścian, stosuje się żyły z drutu miedzianego, dzięki czemu kabel zachowuje kształt nadany mu przy układaniu. W kablach połączeniowych, służących do łączenia komputerów z gniazdami sieci informatycznej stosuje się żyły z linki miedzianej, ponieważ w trakcie użytkowania są one wielokrotnie zginane.
Przewody UTP są najlepiej zrównoważonymi spośród dostępnych przewodów, ponadto najłatwiej można wykonać od nich odgałęzienia. W przypadku, gdy istotnym aspektem są zakłócenia i bezpieczeństwo, należy rozważyć użycie kabla ekranowanego lub światłowodowego.
Stosowane są następujące kategorie kabli UTP: kable kategorii 3 – obecnie minimalny wymóg Federalnej Komisji Łączności (FCC) USA dla każdego łącza telefonicznego; kable kategorii 5e, 100 MHz pary dla sieci Gigabit Ethernet (1000Base-T); i kable kategorii 6, w których każda para przenosi sygnał do 250 MHz w ulepszonej wersji 1000Base-T

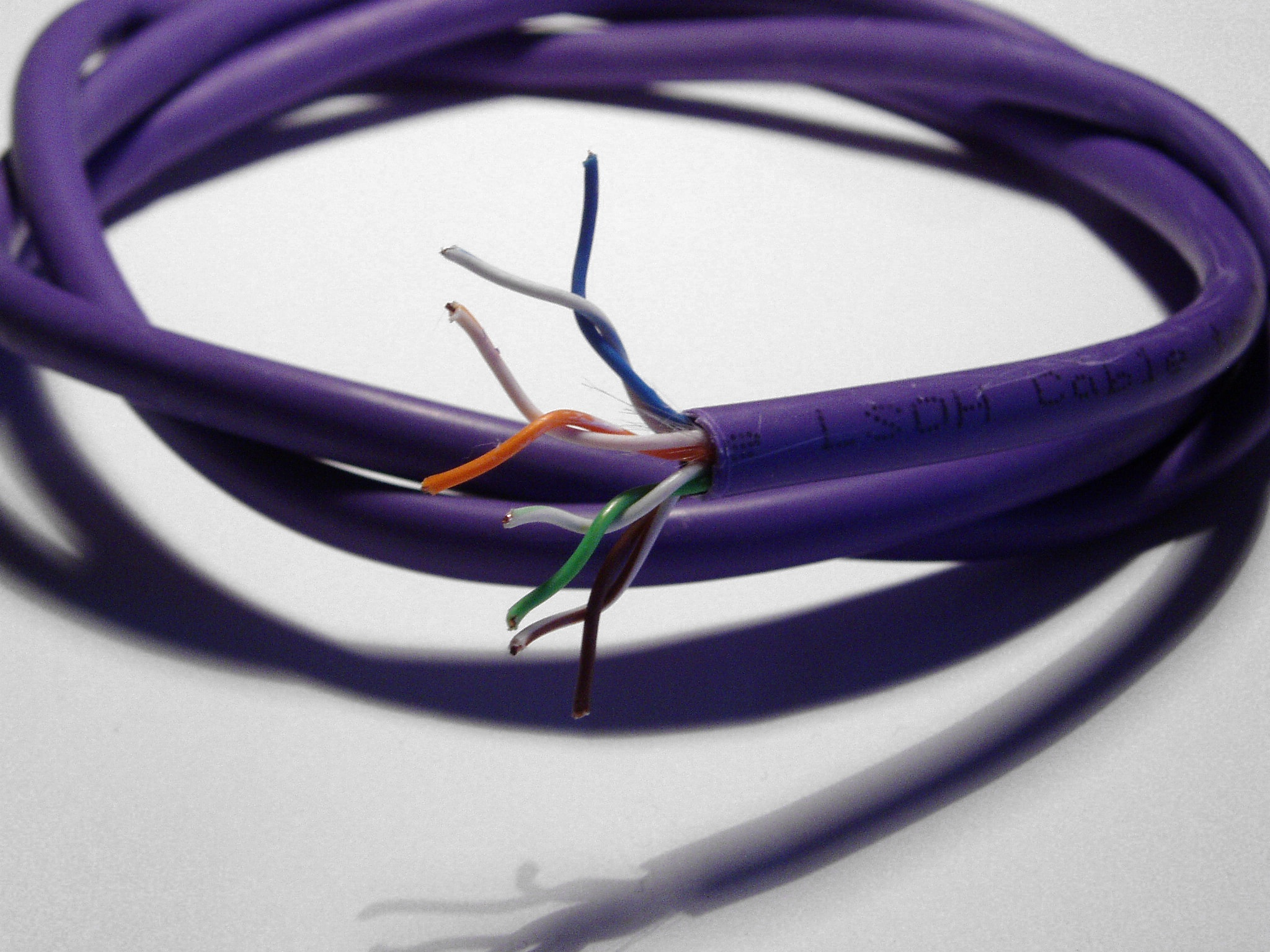
Kabel ethernetowy CAT5e, widoczne pary skręconych drutów miedzianych

W niektórych kategoriach kabli stosuje się spojone pary, w których dwa druty każdej pary są spojone ze sobą bez użycia kleju, co radykalnie wpływa na stałość impedancji, szczególnie po zainstalowaniu, kiedy zginanie i skręcanie kabla sprzyja zwiększaniu odległości między żyłami. Kable, w których poszczególne pary są umieszczone każda w oddzielnej osłonie, umożliwiają dokładne zachowanie odstępów i ograniczenie przesłuchu między parami. Dla większości kabli promień zginania nie powinien być mniejszy niż 4 krotna średnica kabla.
Certyfikacja kabli miedzianych w sieciach wykonanych skrętką polega na przeprowadzaniu szeregu szczegółowych testów wykonywanych zgodnie z normami Międzynarodowej Organizacji Normalizacyjnej (ISO) lub Stowarzyszenia Przemysłu Telekomunikacyjnego (TIA).

#### Kabel koncentryczny

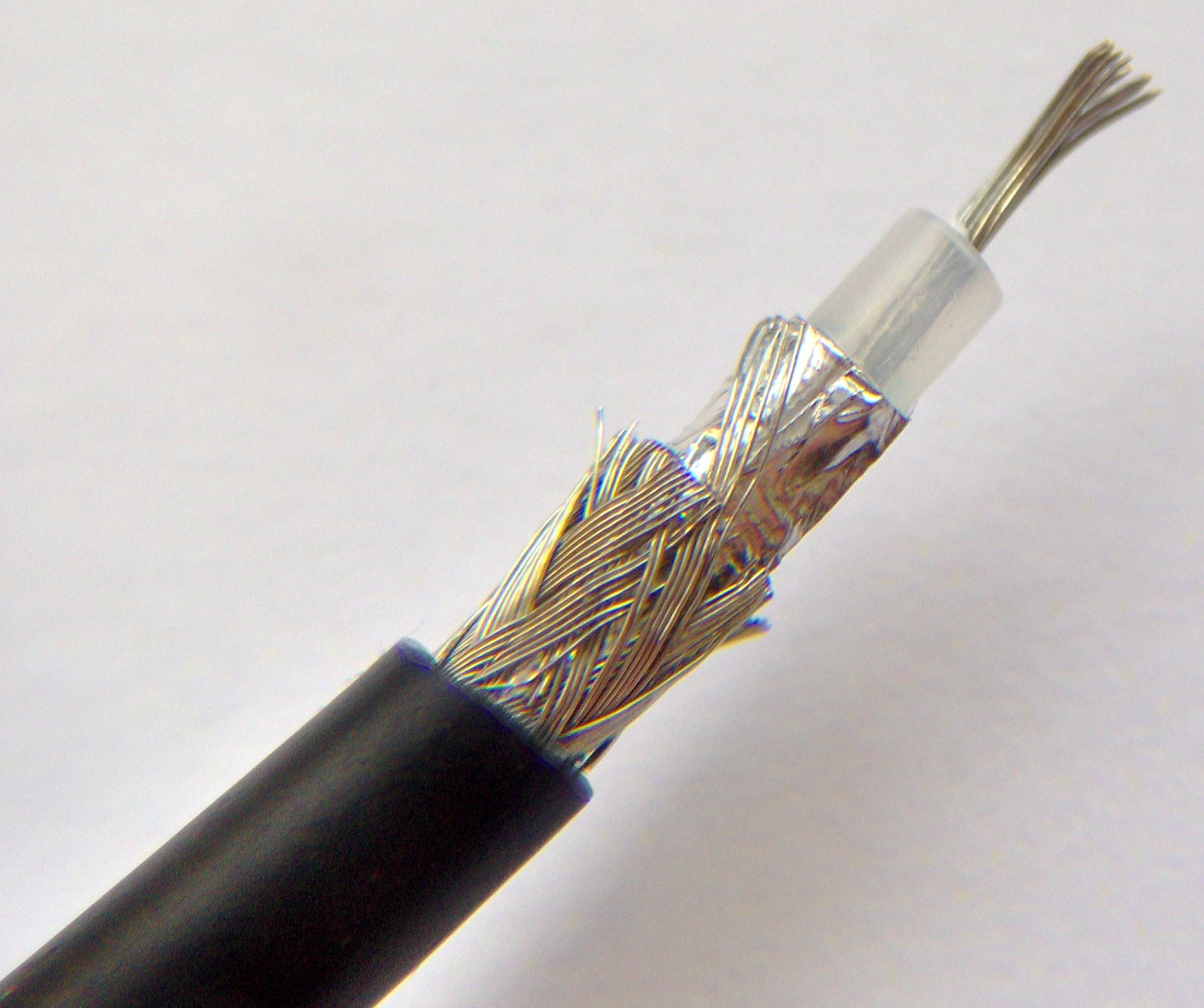
Budowa miedzianego kabla koncentrycznego

Kable koncentryczne są szeroko stosowane w komputerach typu mainframe i były pierwszym głównym typem kabla używanego w sieciach lokalnych (LAN). Kable koncentryczne są obecnie powszechnie stosowane w sieci komputerowej (Internet), przesyłaniu danych aparatury kontrolno-pomiarowej, dystrybucji sygnałów wizyjnych i telewizji kablowej, transmisji sygnałów radiowych i mikrofalowych oraz w połączeniach nadajnika radiowego lub odbiorników z anteną.
Większość kabli koncentrycznych ma impedancję falową 50Ω, 52Ω, 75Ω lub 93Ω. W przemyśle radiotechnicznym używane są standardowe określenia typów kabli koncentrycznych. Dzięki telewizji najbardziej rozpowszechnionym typem kabla koncentrycznego jest RG6, poza Europą większość połączeń wykonuje się za pomocą złącza typu F.
Kable koncentryczne tym różnią się od innych ekranowanych przewodów używanych do przenoszenia sygnałów niższych częstotliwości, takich jak sygnały audio, że w kablu koncentrycznym musi być zachowana stała, ściśle określona, odległość między przewodnikami (żyłą i ekranem), która jest jednym z parametrów wyznaczających właściwości kabla jako linii przesyłowej dla częstotliwości radiowych.
Kable koncentryczne pracują przy znacznie wyższych częstotliwościach niż kable UTP. Podczas gdy 600 MHz może stanowić szczyt możliwości pary skręconej, kabel koncentryczny może efektywnie pracować przy tej częstotliwości.

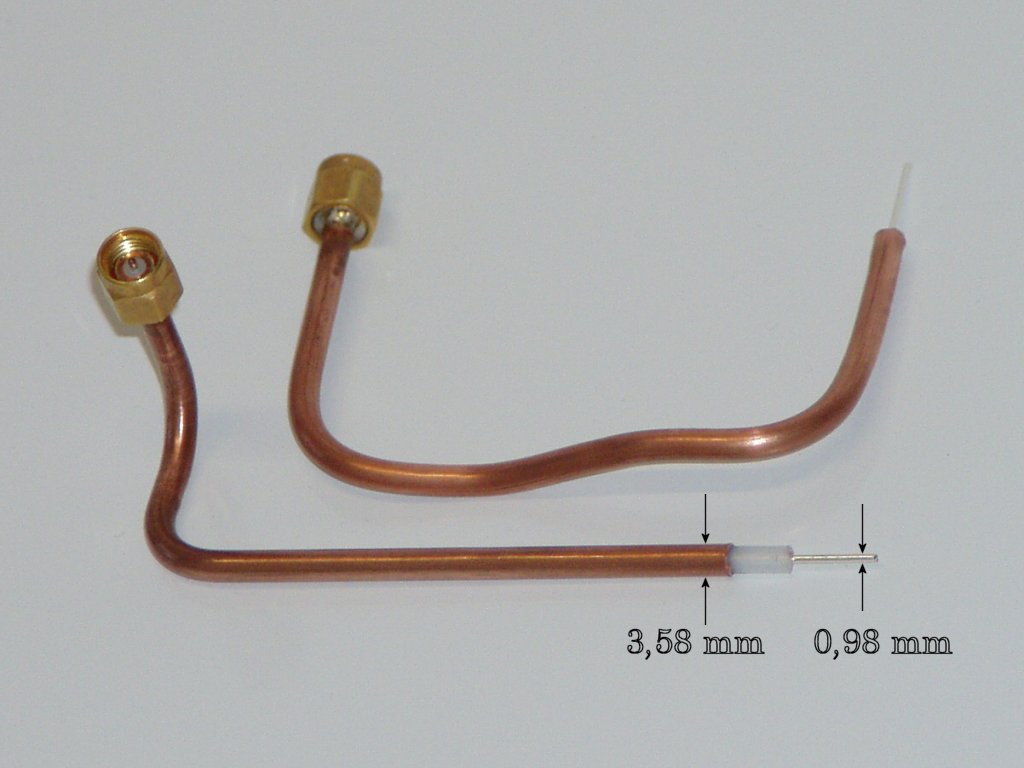
Półsztywny kabel koncentryczny do transmisji sygnałów mikrofalowych

Kable koncentryczne mogą być stosowane na większych odległościach i zapewniają lepszą ochronę przed zakłóceniami elektromagnetycznym niż skrętka, jednak ich instalowanie i przeprowadzenie z pomieszczeń biurowych do węzła okablowania strukturalnego lub szafki dystrybucyjnej, jest trudniejsze. Z tych powodów są one obecnie zastępowane na dużych odległościach (mniejszych od 100m) przez tańsze kable UTP lub przez kable światłowodowe, jeżeli wymagana jest większa przepustowość.
Ograniczenia parametrów eksploatacyjnych kabli miedzianych zależą od wymiarów kabla (np. kable koncentryczne o mniejszych średnicach pracują lepiej przy wyższych częstotliwościach) oraz od przekroju przewodów (straty w przewodach o mniejszym przekroju są większe). Istnieją zatem teoretyczne ograniczenia zarówno dla kabli koncentrycznych, jak i typu para skręcona. Rozwój w dziedzinie kabli typu para skręcona zbliża ich osiągi do kabli koncentrycznych.
Obecnie wielu dostawców telewizji kablowej nadal stosuje kable koncentryczne wewnątrz budynków. Kable te są jednak coraz częściej łączone z zewnętrznym światłowodowym systemem telekomunikacyjnym. Większość systemów zarządzania budynkiem wykorzystuje własne, firmowe okablowanie miedziane, jak np. w systemach nagłośnieniowych. Systemy monitorowania bezpieczeństwa i kontroli wejścia do obiektu nadal wykorzystują przewody miedziane, chociaż kable światłowodowe są także stosowane.

#### Okablowanie strukturalne
Większość linii telefonicznych może jednocześnie przenosić sygnał o częstotliwości akustycznej i dane. Instalacje w budynkach wykonane 4-żyłowym kablem telefonicznym, pochodzące sprzed epoki cyfrowej, nie mogą zaspokoić potrzeb współczesnej telekomunikacji, takich jak: wielokrotne linie telefoniczne, usługi internetowe, wideokomunikacja, transmisja danych, faks, internet oraz ochrona budynku. Przesłuch, zakłócenia elektrostatyczne, brak słyszalności i przerwy w działaniu, są powszechnie spotykane w przestarzałych instalacjach. Przyłączenie komputerów do przestarzałej instalacji jest często przyczyną złej jakości połączenia internetowego.
„Okablowanie strukturalne” jest ogólnym terminem dla wewnętrznej instalacji przeznaczonej dla linii telefonicznej o dużej przepustowości, wideo, rozrywki, transmisji danych, systemów ochrony i sterowania. W skład instalacji wchodzi zwykle rozdzielnica główna, na której wykonane są wszystkie połączenia, jak również gniazda do przyłączenia telefonu, transmisji danych, TV i gniazda audio.
Okablowanie strukturalne umożliwia szybką i wolną od błędów wzajemną komunikację między komputerami, odporną na zakłócenia emitowane przez różne źródła, takie jak urządzenia gospodarstwa domowego, a także pochodzące od zewnętrznych sygnałów telekomunikacyjnych. Okablowanie strukturalne służy również do połączenia komputerów z drukarkami, skanerami, faksami, a nawet systemami ochrony budynku lub domowymi systemami rozrywki.
Nieekranowane kable UTP kategorii 5 są standardem dla przenoszenia sygnałów Internetu, komunikacji komputerowej i telefonicznych. Znamionowe pasmo przenoszenia kabli kategorii 5 wynosi 100 MHz, tj. więcej niż 56 kb/s modemu. Kable kategorii 5 są w coraz większym stopniu zastępowane przez szybszą wersję Kategorii 5e. Szybkość transmisji kabli kategorii 6, których pasmo przenoszenia jest dwukrotnie szersze niż pasmo kategorii 5, wynosi co najmniej 1 Gb/s, co jest równoważne około 50 tysiącom stron tekstu na sekundę.

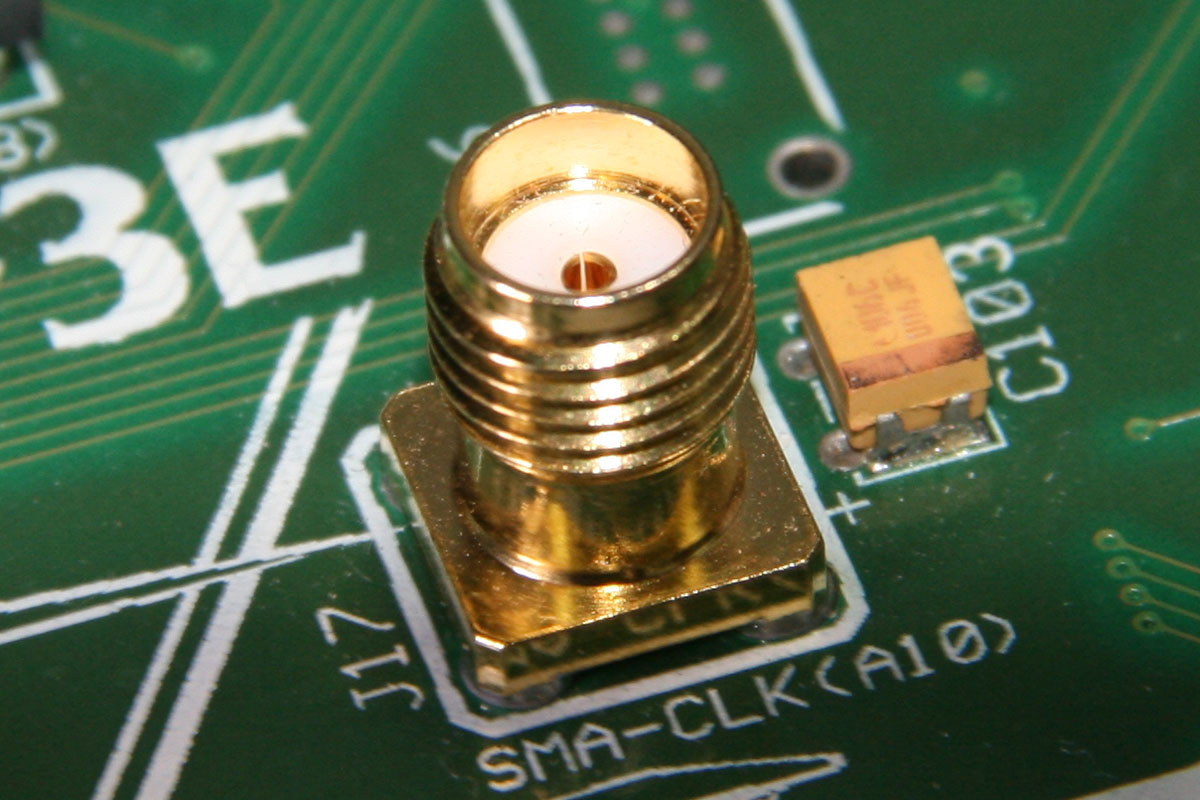
Gniazdo złącza kabla koncentrycznego

Poczwórnie ekranowany kabel koncentryczny typu RG6 może obsługiwać jednocześnie dużą liczbę kanałów telewizyjnych. Gwiazdowa konfiguracja sieci, w której przewody od każdego gniazda są doprowadzone do urządzenia rozdzielczego zapewnia elastyczność usług i lepszą jakość sygnału oraz ułatwia identyfikację usterek. Taka konfiguracja ma zalety w porównaniu z topologią pierścienia w systemie łańcuchowym.
Okablowanie strukturalne budynków współzawodniczy z systemami bezprzewodowymi. O ile zaletą systemów bezprzewodowych jest wygoda, to w porównaniu z nimi instalacje oparte na przewodach miedzianych także mają swoje zalety: szersze pasmo przenoszenia systemów wykorzystujących kable kategorii 5e, które pracują przy szybkościach dziesięciokrotnie większych od szybkości systemów bezprzewodowych, zapewnia obsługę szybszych aplikacji i większej liczby kanałów wizyjnych. Z drugiej strony, systemy bezprzewodowe stanowią zagrożenie dla bezpieczeństwa, ponieważ mogą transmitować wrażliwe informacje do niezamierzonych odbiorców korzystających z podobnych urządzeń odbiorczych. Systemy bezprzewodowe są także bardziej podatne na zakłócenia pochodzące od innych urządzeń lub systemów, co może zagrażać jakości funkcjonowania.
Niektóre tereny lub budynki, mogą być nieodpowiednie dla instalowania systemów bezprzewodowych, podobnie jak w niektórych budynkach instalowanie okablowania może napotykać trudności.

### Przesył i dystrybucja energii elektrycznej

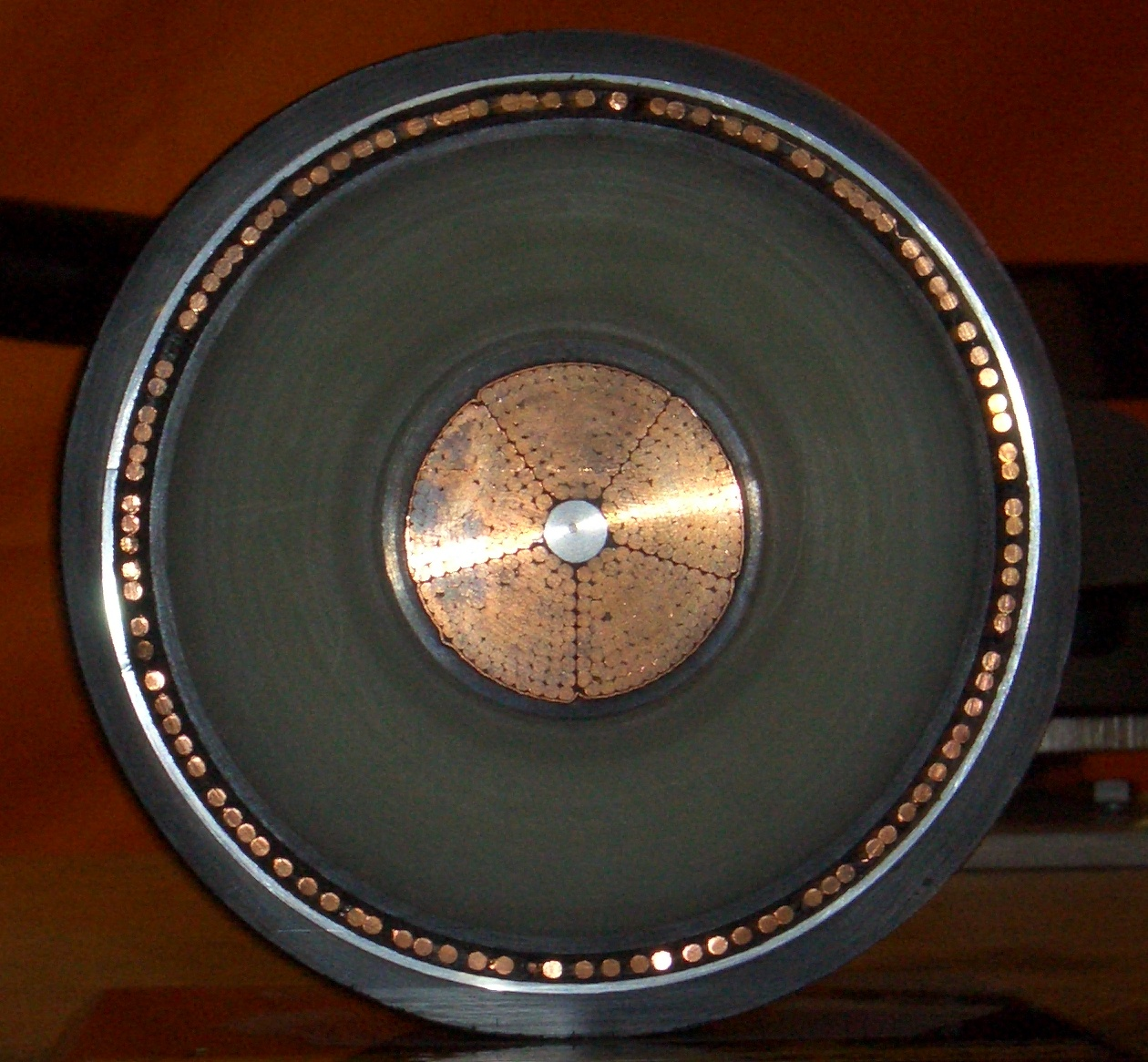
Przekrój miedzianego kabla wysokonapięciowego na napięcie znamionowe 400 kV

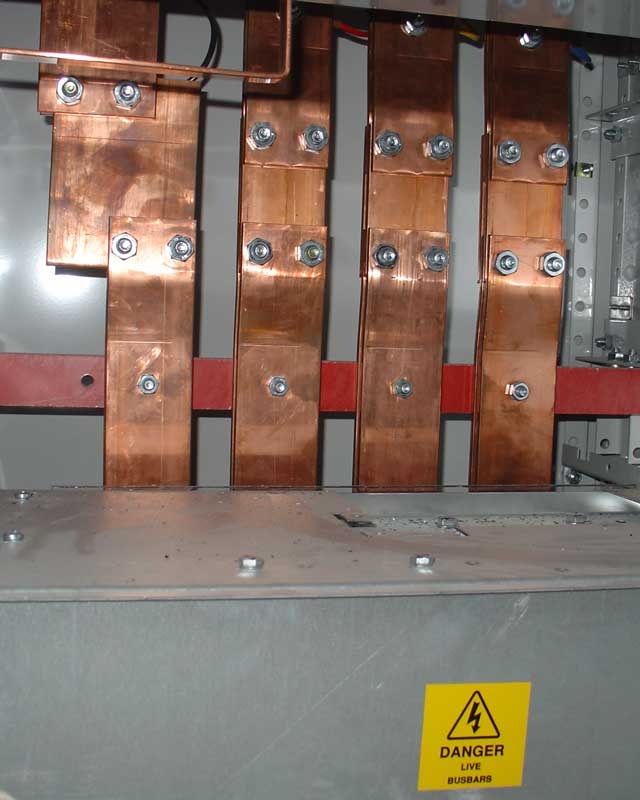
Z powodu swojej wysokiej przewodności elektrycznej miedź jest szeroko stosowana w rozdzielczych przewodach szynowych.

Dystrybucja jest ostatnim etapem dostawy energii elektrycznej do użytkownika końcowego. Sieci rozdzielcze doprowadzają energię elektryczną z systemu przesyłowego do odbiorców.
Kable energetyczne są stosowane do przesyłu i rozdziału energii elektrycznej, zarówno na zewnątrz, jak i wewnątrz budynków.
Miedź jest preferowanym materiałem przewodzącym dla podziemnych linii przesyłowych wysokich i najwyższych napięć do 400 kV. Przewaga miedzi w podziemnych systemach przesyłowych wynika z jej dużej, w porównaniu do innych przewodników, przewodności elektrycznej i cieplnej. Te korzystne właściwości miedzi umożliwiają oszczędność przestrzeni, minimalizację strat i utrzymanie niższej temperatury kabla.
Miedź nadal dominuje w liniach niskiego napięcia w górnictwie i kablach podwodnych, podobnie jak w trakcji elektrycznej, dźwigach i innych zastosowaniach zewnętrznych.
Aluminium, ze względu na mniejszy ciężar i niższy koszt jest preferowanym materiałem przewodzącym na przewody napowietrzne, aluminiowe lub aluminiowo-stalowe, stosowane w napowietrznych liniach przesyłowych.

### Przewody dla urządzeń gospodarstwa domowego
Przewody dla urządzeń gospodarstwa domowego (przewody AGD) i lekkich odbiorników ruchomych są wykonywane z żyłami wielodrutowymi giętkimi, które mogą być cynowane dla ułatwienia lutowania lub w celu identyfikacji. W zależności od obciążenia izolacja może być wykonana z PCW, neoprenu, gumy etylenowo-propylenowej, polipropylenu lub bawełny.

### Przewody samochodowe

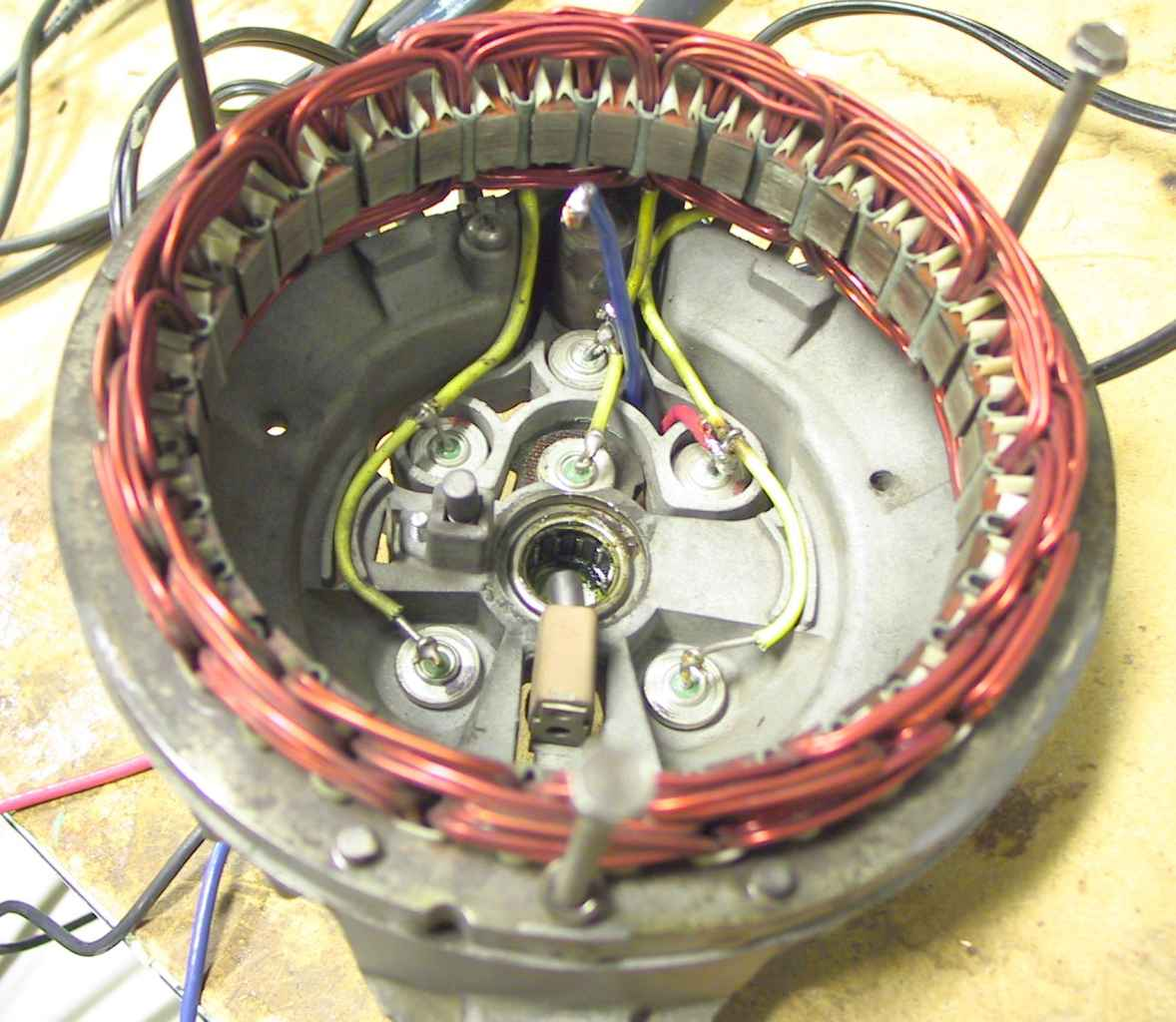
Miedziane uzwojenie jest wystarczająco wytrzymałe, aby pracować w alternatorze samochodowym, który podlega ciągłym drganiom i wstrząsom

Przewody i kable samochodowe wymagają izolacji odpornej na podwyższone temperatury, produkty ropopochodne, wilgoć, ogień i chemikalia. Najpowszechniej stosownymi izolatorami są PCW, neopren i polietylen. Napięcia pracy przewodów zawierają się w zakresie od 12 V dla układów elektrycznych do 300 V – 15 kV dla przyrządów, świateł i zapłonu.

### Druty nawojowe
Druty nawojowe są stosowane w uzwojeniach silników elektrycznych, transformatorów, dławików, generatorów, słuchawek, w napędach pozycjonowania głowicy twardego dysku, elektromagnesach i innych urządzeniach.
Najbardziej odpowiednimi materiałami na druty nawojowe są czyste, niestopowe metale, szczególnie miedź i aluminium. Jeżeli w grę wchodzą takie czynniki jak właściwości chemiczne, fizyczne i mechaniczne, to miedź jest wybierana na pierwszym miejscu jako materiał na drut nawojowy.
Najczęściej drut nawojowy jest wytwarzany z miedzi rafinowanej elektrolitycznie, całkowicie wyżarzonej, co umożliwia ściślejsze nawinięcie uzwojeń. Drut jest zwykle powlekany emalią lub różnymi rodzajami izolacji polimerowych, a nie grubszym tworzywem lub innego rodzaju izolacją powszechnie stosowaną dla przewodów elektrycznych.
Aluminiowe druty nawojowe są czasem stosowane alternatywnie w uzwojeniach transformatorów i silników dużych mocy. Z powodu niższej przewodności elektrycznej drut aluminiowy winien mieć 1,6-krotnie większy przekrój poprzeczny od przekroju drutu miedzianego, aby uzyskać taką samą rezystancję.
Miedź beztlenowa o wysokiej czystości jest stosowana w urządzeniach przeznaczonych do pracy w wysokich temperaturach i w atmosferze redukującej, np. w silnikach lub generatorach chłodzonych wodorem.

#### Druty nawojowe w silnikach elektrycznych

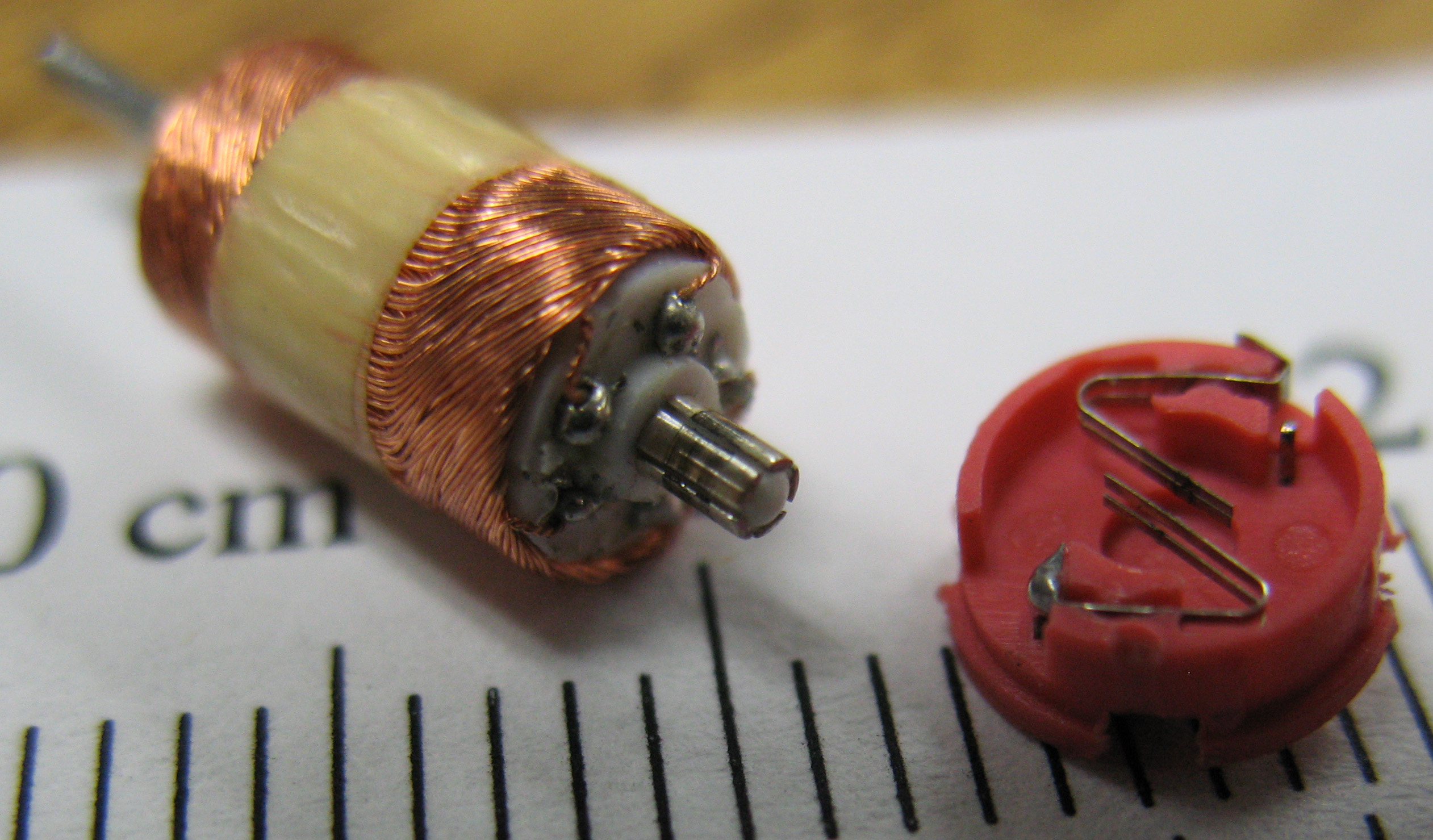
Miedziane uzwojenia miniaturowego silnika elektrycznego

Silnik elektryczny przetwarza energię elektryczną w energię mechaniczną, zwykle na drodze oddziaływania pola magnetycznego na przewodnik wiodący prąd. Silniki elektryczne znajdują zastosowanie w licznych urządzeniach, takich jak wentylatory, dmuchawy, pompy, maszyny, sprzęt gospodarstwa domowego, elektronarzędzia czy napędy dysków. Największe silniki elektryczne, o mocach znamionowych rzędu kilku tysięcy kilowatów, są stosowane do napędu dużych statków. Najmniejsze silniki poruszają wskazówki ręcznych zegarków elektrycznych.
Jednym z zasadniczych elementów silnika elektrycznego jest uzwojenie, które jest wykonane z drutu nawojowego. Przewodność elektryczna jest kluczowym parametrem eksploatacyjnym, który determinuje rodzaj materiału użytego do wykonania uzwojenia silnika. Wyższa przewodność elektryczna materiału, z którego jest wykonany drut nawojowy, zapewnia wyższą sprawność przetwarzania energii elektrycznej w mechaniczną. Gorsze przewodniki elektryczności powodują wytracanie większych ilości energii w postaci ciepła w procesie przetwarzania energii elektrycznej na kinetyczną.
Z powodu swojej wysokiej przewodności elektrycznej miedź jest powszechnie stosowana do wyrobu uzwojeń, pierścieni ślizgowych i szczotek silników. Wyższa, w porównaniu z innymi metalami, przewodność miedzi zwiększa sprawność silników. Przykładowo, w silnikach o mocach powyżej 1kW przeznaczonych do pracy ciągłej, producenci w celu obniżenia strat obciążeniowych zawsze stosują miedź jako materiał uzwojeń. Aluminium jest materiałem zamiennym w silnikach o mniejszych mocach, zwłaszcza jeżeli są przeznaczone do pracy nieciągłej.
Jednym z elementów projektowania silników o najwyższej sprawności (premium) jest zmniejszenie strat cieplnych na rezystancji uzwojeń. Sprawność silnika indukcyjnego można zwiększyć, obniżając straty obciążeniowe przez zwiększenie przekroju poprzecznego uzwojenia. Silnik o wysokiej sprawności zawiera zwykle w uzwojeniu stojana 20% więcej miedzi niż jego standardowy odpowiednik.
Wcześniejsze prace rozwojowe dotyczące poprawy sprawności silnika koncentrowały się na zmniejszeniu strat elektrycznych przez zwiększenie stopnia upakowania uzwojeń stojana. Jest to uzasadnione, ponieważ straty elektryczne stanowią więcej niż połowę wszystkich strat energii, a straty w stojanie stanowią w przybliżeniu dwie trzecie strat elektrycznych.
Poprawa sprawności silników przez zwiększanie przekroju uzwojeń ma jednak swoje wady: zwiększa gabaryty i koszt silnika, co może być niepożądane w takich zastosowaniach jak sprzęt AGD i przemysł samochodowy.

#### Druty nawojowe w transformatorach

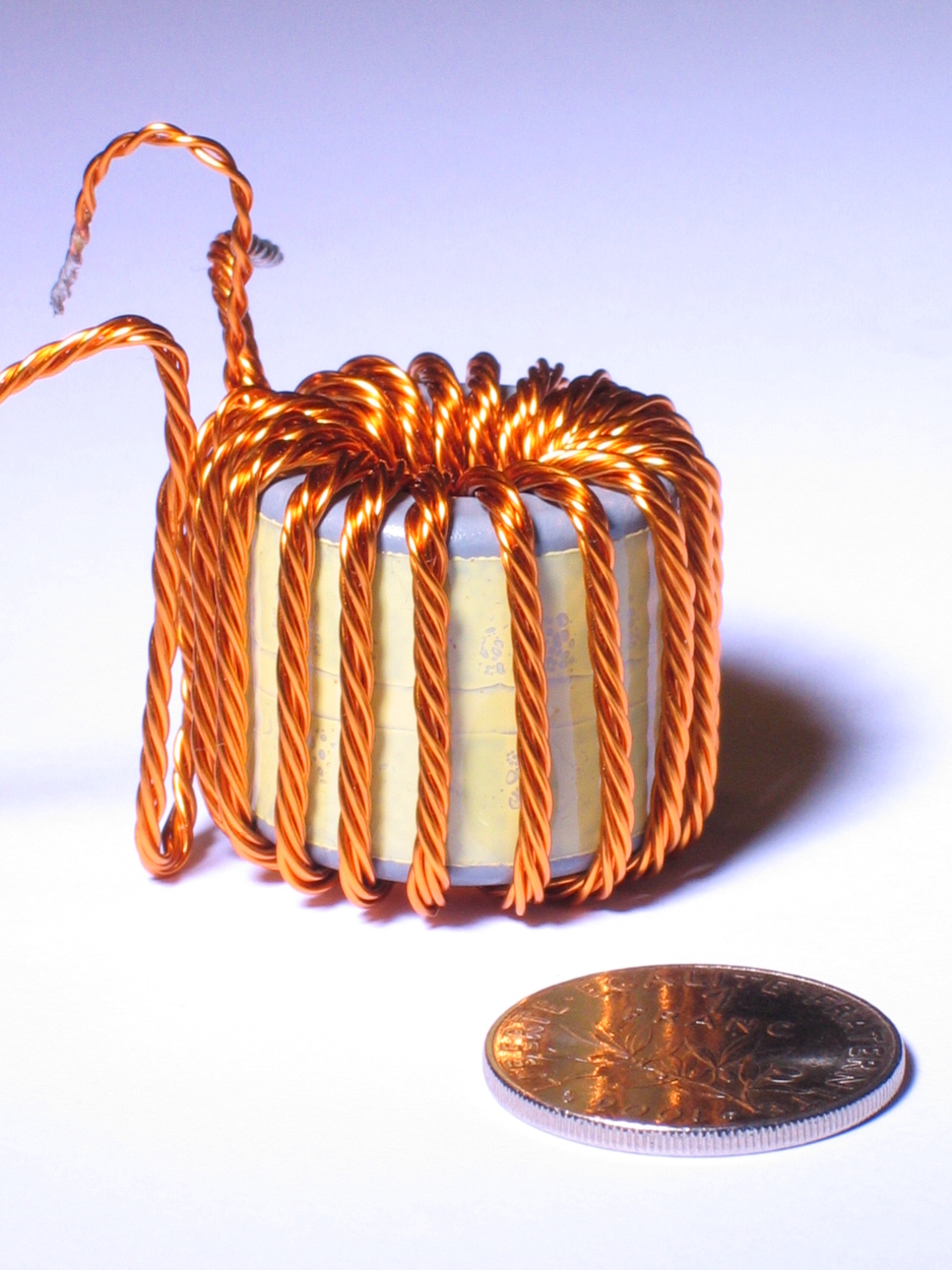
W niektórych transformatorach wysokiej częstotliwości jako przewód nawojowy stosowana jest miękka linka miedziana z cienkich izolowanych drutów, tzw. lica.

Transformator jest urządzeniem, które przenosi energię elektryczną z jednego obwodu do drugiego za pośrednictwem cewek (uzwojeń) sprzężonych wspólnym strumieniem magnetycznym. Wymagane właściwości uzwojeń silników są podobne jak w przypadku transformatorów, dochodzi jednak dodatkowy wymóg, jakim jest wytrzymałość na siły odśrodkowe i drgania mechaniczne w temperaturze pracy.
Uzwojenia transformatorów są zwykle wykonywane z miedzi elektrolitycznej w gatunku ETP, ale konkuruje z nią aluminium, którego ciężar i koszt zakupu są decydującymi czynnikami.
W Ameryce Północnej aluminium jest przeważającym materiałem z wyboru na uzwojenia niskonapięciowych transformatorów suchych o mocach większych od 15kVA, w pozostałej części świata dominującym materiałem uzwojeń jest miedź. Decyzje zakupu są zwykle funkcją oszacowania strat wyrażonych w wartości pieniężnej na kilowat.
Miedź używana do wyrobu uzwojeń transformatorów jest w postaci drutu dla małych transformatorów lub taśm dla większych jednostek. Dla małych transformatorów drut nawojowy musi być na tyle wytrzymały, żeby przy nawijaniu nie ulegał złamaniu lub przerwaniu, a przy tym wystarczająco giętki, aby zapewnić ścisłe upakowanie uzwojenia. Powierzchnia taśm musi być dobrej jakości, aby pod wpływem przyłożonego napięcia nie następowało przebicie emalii izolującej. Dobra plastyczność materiału taśm jest istotna dla formowania i upakowania uzwojenia, podczas gdy wytrzymałość zapewnia odporność na naprężenia elektro-mechaniczne występujące w warunkach zwarciowych. Miedziane druty nawojowe stosowane w transformatorach są kompatybilne z wszystkimi nowoczesnymi materiałami izolacyjnymi takimi jak lakier i emalia. Lakiery pozwalają uzyskać małe odstępy między uzwojeniami i w rezultacie najlepszą sprawność cewek.
Głównym uzasadnieniem technicznym wyboru uzwojenia miedzianego zamiast aluminiowego są wymiary i dysponowana przestrzeń, bowiem transformator z uzwojeniem miedzianym może być mniejszy od transformatora z uzwojeniem aluminiowym. Uzyskanie takich samych parametrów znamionowych transformatora z uzwojeniem aluminiowym wymaga o 66% większego przekroju przewodnika niż w przypadku miedzi. Natomiast użycie w uzwojeniu aluminiowych przewodów o większym przekroju zapewnia ich wytrzymałość prawie równoważną wytrzymałości uzwojenia z miedzi.
Kolejną ważną zaletą transformatorów z miedzianymi uzwojeniami jest ich dostępność eksploatacyjna – miedź nie wymaga czyszczenia i smarowania stykową pastą ochronną w celu zapobieżenia oksydacji.

#### Druty nawojowe w generatorach
W nowoczesnych generatorach istnieje tendencja do pracy w wyższych temperaturach i stosowania w obwodzie wzbudzenia prętów i drutów wykonanych z miedzi beztlenowej w miejsce dotychczas stosowanej miedzi odtlenionej.

## Niektóre przyszłościowe trendy

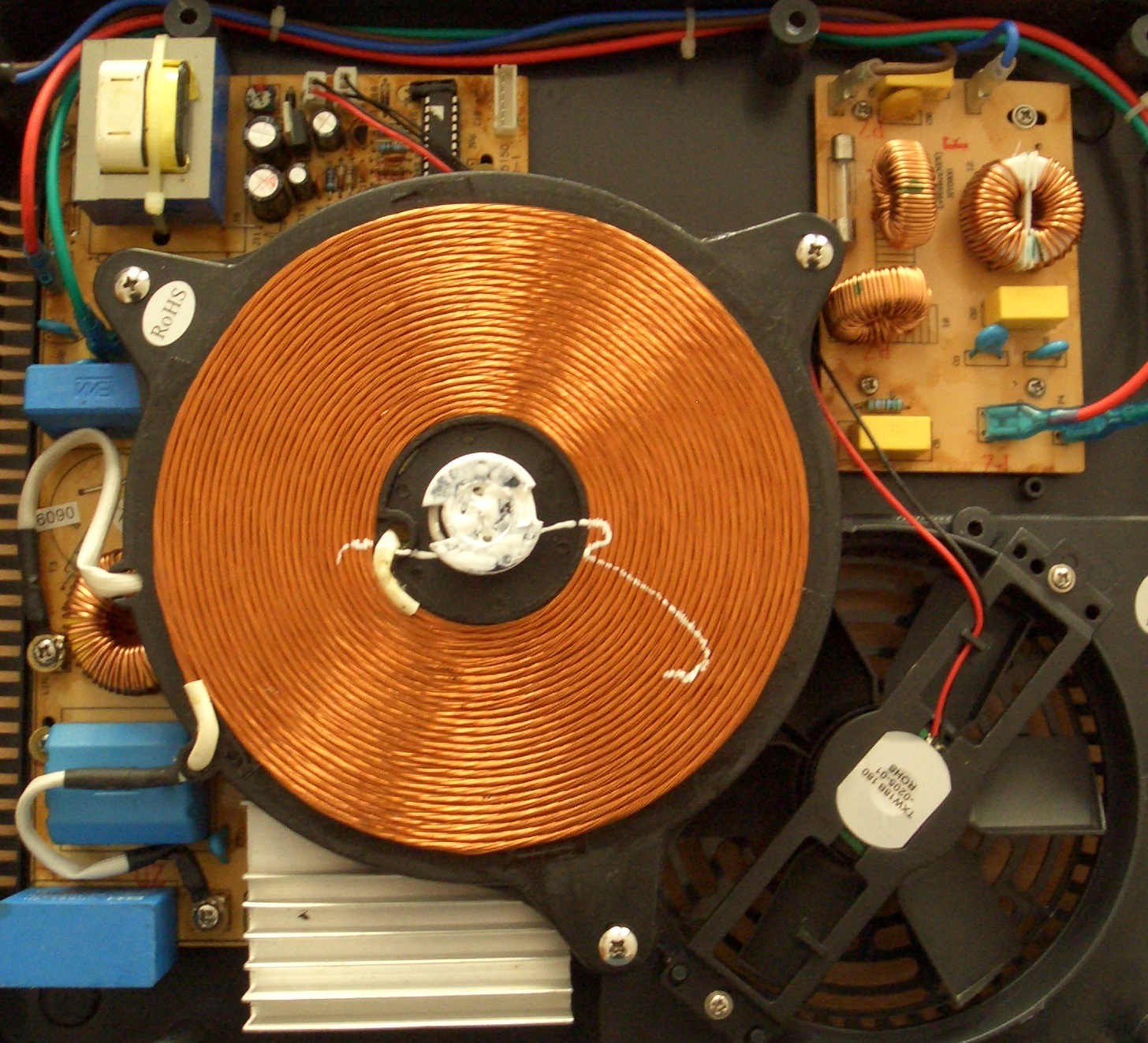
Miedziane cewki są stosowane w kuchence indukcyjnej

Miedź nadal będzie dominującym materiałem w większości zastosowań drutu w elektrotechnice, szczególnie jeżeli istotnym aspektem jest dysponowana przestrzeń. Przemysł samochodowy od dziesięcioleci rozważa użycie w pewnych zastosowaniach przewodów o mniejszych średnicach. To może stać się bardziej realne przy użyciu przewodów miedzianych.
Oczekuje się, że ze względu na potrzebę zwiększania przepustowości i szybkości transmisji danych i sygnałów akustycznych, jakość powierzchni drutów miedzianych będzie się nadal polepszać. Przewiduje się, że nadal będą utrzymywać się wymagania odnośnie do lepszej tłoczności materiału i kroki w kierunku „zero defektów” w produkcji przewodów miedzianych.
Nie wydaje się prawdopodobne, żeby standardy przewodności drutu miedzianego mogły wzrosnąć powyżej 101% IACS. Chociaż miedź 6N (o czystości 99,99997%) jest w niewielkich ilościach produkowana, ale jest niezwykle droga i prawdopodobnie nie ma potrzeby jej stosowania w aplikacjach komercyjnych takich jak uzwojenia, telekomunikacja i przewody instalacyjne. Przewodność elektryczna miedzi 6N i miedzi 4N (o czystości 99,99%) jest prawie taka sama w normalnej temperaturze otoczenia to jednak miedź o wyższej czystości ma wyższą przewodność w temperaturach kriogenicznych. Zatem w zakresie powyżej temperatur kriogenicznych miedź 4N prawdopodobnie pozostanie dominującym materiałem dla większości komercyjnych zastosowań przewodów miedzianych.